# 京阪本線
京阪本線（けいはんほんせん）は、大阪府大阪市中央区の淀屋橋駅から京都府京都市東山区の三条駅までを結ぶ京阪電気鉄道の鉄道路線。
単なる「本線」という路線名ではなく社名略称を冠した「京阪本線」が正式な路線名である。京阪本線に接続する各路線（鴨東線・宇治線・交野線・中之島線）と併せて京阪線と総称される。また大津線とともに京阪電車とも呼称される。

## 概要

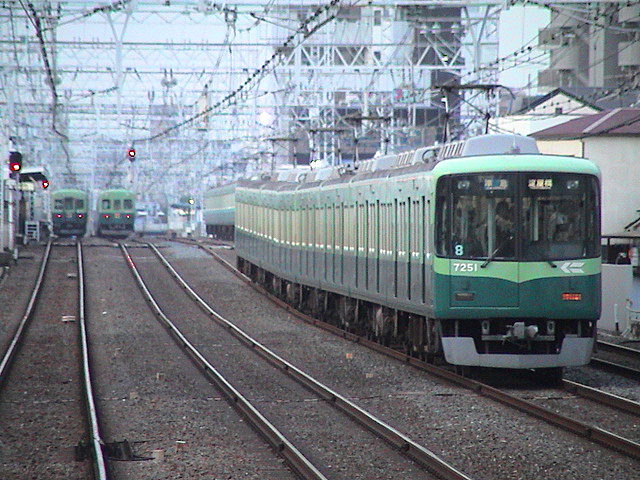
複々線区間
各線に1列車、計4列車確認できる

大阪市のビジネス街にある淀屋橋駅から、大阪環状線との乗り換え駅である京橋駅、郊外のベッドタウンにある枚方市駅、京都市随一の繁華街である四条通に位置する祇園四条駅を経て、三条駅までを結ぶ都市間鉄道（インターアーバン）である。三条駅から京阪本線の実質的な延長路線である鴨東線に直通して出町柳駅まで至り、鴨東線とは一体的なダイヤ体系で運行されている。また、天満橋駅から分岐して大阪市北区のビジネス街である中之島地区を通る中之島線にも一部の列車が直通する。宇治線・交野線との直通運転は、かつては行われていたものの廃止されている。
大阪または京都への通勤・通学路線であるが、沿線には石清水八幡宮、伏見稲荷大社、清水寺、六波羅蜜寺、八坂神社、先斗町、祇園などの多数の観光名所や、枚方公園駅前には京阪のグループ会社運営の現存する日本最古の遊園地である「ひらかたパーク」（通称：ひらパー）、淀駅前には中央競馬開催地の京都競馬場などの娯楽施設があり、これらへの来訪客輸送を担う観光路線でもある。
路線名及び会社名は、京都と大阪（京阪間）を結ぶ鉄道路線であることに由来している。同じく大阪と京都を結んでいるJR京都線（東海道本線）や阪急京都本線は大部分で淀川の北側（右岸）を通るのに対し、京阪本線は大部分で淀川の南側（左岸）を通り、それぞれ大阪側・京都側のターミナル位置が異なるため棲み分けがなされており、JRや阪急との直接的な競合は存在しない。また、大阪 - 京都間を直線的に結ぶJRや阪急に対し、京阪本線は京街道に沿って伏見宿、淀宿、枚方宿、守口宿といった江戸時代からの宿場街を縫うように結んでいることから、比較的細かな曲線が多く、路線距離が長い。乗車時間も長くなるが、大阪と京都の歴史的な都心を直結する利便性に加え、「ダブルデッカー」（2階建て車両）や有料座席指定特別車両「プレミアムカー」を連結する、居住性に優れた専用車両による特急を運行しており、「京阪特急」の愛称で親しまれている。このほか、大阪側の京橋駅- 枚方市駅・河内森駅間ではJR学研都市線の京橋駅 - 河内磐船駅間と、野江駅 - 守口市駅間ではOsaka Metro谷町線と、京都側の中書島駅 - 東福寺駅間ではJR奈良線、近鉄京都線とも競合している。
京阪本線は『鉄道要覧』では大阪の淀屋橋駅を起点として記載されているが、運行上の起点駅は京都の三条駅であり、京都から大阪に向かう列車が「下り」、その逆が「上り」となる（片町線や阪急京都本線も同様）。
大阪市内の淀屋橋駅 - 天満橋駅間と京都市内の七条駅 - 三条駅間は地下線となっている。東福寺駅 - 三条駅間は軌道法に基づく軌道となっていたが2013年12月20日許可で鉄道事業法に基づく鉄道に変更されている。また、天満橋駅 - 寝屋川信号所間の12.5kmは関西大手私鉄最長の複々線となっており、列車種別によって走行する線路を使い分けることによって列車本数が多いダイヤ設定を可能としている。
立体交差工事やバリアフリー対応の工事は比較的進んでいる。主な大規模工事として、1970年の天満橋駅 - 蒲生信号所間の複々線立体交差化に始まり、土居駅 - 寝屋川信号所間の複々線高架化が1982年に竣工し、既存の複々線とあわせて天満橋駅から12.5kmの複々線と淀屋橋駅 - 寝屋川信号所間14.1kmが立体交差化された。1987年には京都市内の地下線（東福寺駅 - 三条駅間）が完成し、この地下新駅から車イス対応エレベーターや多目的トイレが設置されている（「駅のバリアフリー対策」の節も参照）。
1993年に枚方市駅が、1999年に寝屋川市駅が、2011年に淀駅が高架化された。淀屋橋駅から寝屋川市の寝屋川6号踏切までの約15kmが立体交差化されている。2022年現在、寝屋川市駅 - 枚方市駅間で連続立体交差事業（鉄道高架橋新設工事）を施行している。2028年度以降に完了する予定である。

### 路線データ
- 路線距離（営業キロ）：淀屋橋駅 - 三条駅間 49.3 km
- 軌間：1,435 mm
- 駅数：40駅（起終点駅含む）、1信号所
- 複線区間：
  - 複々線：天満橋駅 - 寝屋川信号所間 (12.5 km)
  - 複線：淀屋橋駅 - 天満橋駅間 (1.3 km)、寝屋川信号所 - 三条駅間 (35.4 km)
- 電化区間：全線電化（直流1,500 V）
- 閉塞方式：自動閉塞式
  - 閉塞信号機 248基[注釈 3]
- 最高速度：110 km/h[6]
- 保安装置：K-ATS（「運転保安設備」の節も参照）
- 踏切数：77か所。すべて第1種甲、そのうち車が通行可能な64か所には踏切障害物検知装置を設置。
- 最急勾配：33 ‰（天満橋駅・七条駅から地上に上がる勾配）
- 最急曲線：半径200 m（北浜駅京都側の曲線[注釈 4]）
- 変電所数：5か所の関西電力変電所より受電、沿線15か所の京阪の変電所で直流1,500 Vに変換して送電[注釈 5]。
  - 停電時に備えガスタービン発電機が三条変電所と蒲生変電所に設置されている。

## 沿線風景
本節では、京阪本線と一体的な運用を行っている鴨東線についても記述する。

### 淀屋橋駅 - 樟葉駅間
起点である淀屋橋駅はOsaka Metro御堂筋線と接続する地下駅で、付近は大阪市役所や中之島公会堂、中之島図書館があるなど大阪屈指の官庁街である。Osaka Metro堺筋線との接続駅で大阪取引所（旧・大阪証券取引所）最寄駅の北浜駅を過ぎると中之島線と合流し、Osaka Metro谷町線と接続する天満橋駅に着く。1963年の淀屋橋地下延長線開通までは天満橋駅が起点で、北寄りの地上駅跡にはOMMビルが建っている。駅のメインテナントは松坂屋であったが、現在は「京阪シティモール」となり、メインテナントとしてエディオンやジュンク堂書店が入居している。天満橋駅から複々線となって、地上に出て寝屋川を渡り、高架に上がると京橋駅に着く。京橋駅は大阪環状線・JR東西線・学研都市線との接続駅であり、周辺は1990年の大阪花の万博を機に大阪ビジネスパーク (OBP) など急激に再開発が進んだ地域の一つである。
京橋駅を過ぎると方向別複々線となって、内側2線を主に優等列車が、外側2線を主に普通列車が使用するため複々線区間の多くの駅には内側線にホームが設けられていない。大阪環状線をまたぎ、北にカーブしておおさか東線をくぐると野江駅、Osaka Metro今里筋線の接続駅である関目駅、阪神高速道路12号森小路線をくぐり森小路駅を過ぎるとダイエー発祥の地（現在は閉店）がある千林商店街のある千林駅、守口市に入って滝井駅、土居駅と800mほどの距離で3駅が密集する区間を通り、京阪百貨店がある守口市駅に着く。内側線にもホームがあり、快速急行停車駅ではあるが、平日朝ラッシュ時の下りはほとんどの優等列車が通過するのも特徴である。守口市駅までは直線が続いていたが、この駅を過ぎると徐々にカーブが増えていく。大手家電メーカーパナソニックの本社工場の最寄り駅である西三荘駅で門真市に入って一旦地上に降り、近畿自動車道・大阪中央環状線をくぐって大阪モノレールの接続駅である門真市駅を過ぎると再び高架を上がる。大阪府門真運転免許試験場の最寄り駅の古川橋駅、大和田駅を過ぎると寝屋川市に入り、萱島駅に到着する。内側線にもホームがあり、下りホームと屋根を突き抜けて生えているクスノキで知られる。複々線は事実上この駅までで、普通や区間急行を中心に始終着列車が多い。
萱島駅を過ぎると複々線の外側2線は高架を降りて寝屋川信号所につながる回送線となり、営業線は複線となる。程なく右手に寝屋川車庫・寝屋川車両工場が見え、寝屋川市駅を過ぎると高架を降り、成田山不動尊の最寄り駅で待避設備のある香里園駅に着く。枚方市に入り光善寺駅を過ぎて国道1号（枚方バイパス）をくぐり、右手にひらかたパークが見えると枚方公園駅を過ぎ、大きくカーブして高架に上がると特急停車駅で交野線と接続する枚方市駅に着く。枚方市駅を出ると地上に降りて、御殿山駅、牧野駅を過ぎると、左にカーブして急勾配を上がり、右に曲がる。架線方式がコンパウンドカテナリー式からシンプルカテナリー式に変わり、しばらく走れば京阪本線で大阪府内の最も東側にあり、くずはモールの最寄り駅で特急停車駅の樟葉駅に到着する。樟葉駅では京都府の八幡市や久御山町方面に向かう京阪バスが発着することもあり、京都府民の利用客が多いことや始発着列車が多いこと、周辺部は京阪電気鉄道が積極的に不動産事業を展開したことが特徴である。

### 樟葉駅 - 三条駅（出町柳駅）間
樟葉駅から先は車窓が一変し、前方には山上に石清水八幡宮がある男山も見えてくる。京都府に入り橋本駅を過ぎると、減速しながら右にカーブして、石清水八幡宮の最寄り駅の石清水八幡宮駅に着く。石清水八幡宮へは参道を歩いて登るほか、隣接するケーブル八幡宮口駅からケーブルカー（石清水八幡宮参道ケーブル）も発着している。石清水八幡宮駅を過ぎると木津川を京阪最長の鉄橋で渡り、洛南浄化センター（京都府下最大の下水処理場）を右に見ながら築堤上を左にカーブし京滋バイパスの高架橋をくぐる。そして宇治川を渡って京都市に入り右にカーブすると、左右には京阪本線のもう一つの車庫である淀車庫が見えてくる。そのまま進むと進行方向右手に改修中の京都競馬場を望む淀駅に着く。淀駅はかつて淀城跡の近くにあったが、2011年5月に現在地に移転高架化した。また車庫の最寄り駅でもあるために出町柳方面行きを中心に始終着列車が設定されている。さらに東に進んで国道1号（枚方バイパス）、第二京阪道路を潜り、減速して右にカーブすれば、宇治線との接続駅の中書島駅に到着する。駅南側には三十石船の置かれた伏見港公園が整備され、駅北側には幕末時代に重要な舞台となった寺田屋があるなど昔ながらの街並みが残っている。
中書島駅を出ると進行方向を北に変え、住宅密集地の狭い空間を走る。左にほぼ90度カーブすると伏見区の中心駅である伏見桃山駅。駅前方の伏見大手筋商店街を越え右に左にカーブを切りながら坂を上がっていくと、すぐに近鉄京都線との連絡駅である丹波橋駅に到着する。かつて近鉄京都線と直通運転を行っていた線路跡を、淀屋橋寄りと三条寄り双方に垣間見ることができる。丹波橋駅を出て、立体交差で近鉄京都線を乗り越え墨染駅、続いて名神高速道路を潜ったところにある藤森駅を過ぎると、龍谷大学（深草校舎）の最寄り駅で待避設備のある龍谷大前深草駅に着く。かつては深草車庫が併設されていたが1980年に閉鎖され、電留線が1線残っていたが、2代目橋上駅舎の新築工事で撤去されている。急カーブを過ぎると伏見稲荷大社の最寄り駅の伏見稲荷駅、鳥羽街道駅を出ると、急勾配の右急カーブを上がって、JR奈良線を乗り越え、急勾配の左急カーブを下りればJR奈良線と接続する東福寺駅に到着する。
左側に大手ゲーム機メーカー任天堂の京都リサーチセンター（1959年から2000年までの本社）が見え、東海道新幹線・東海道本線（琵琶湖線）を潜ると京都地下線に入り、三十三間堂、京都女子大学の最寄り駅七条駅に到着する。右にカーブしながら清水寺の最寄り駅である清水五条駅、八坂神社や京都随一の繁華街四条通の最寄り駅である祇園四条駅を経て、その先の勾配を上がると京都市営地下鉄東西線と接続する三条駅に到着する。かつては地上の京津三条駅から京津線が発着していたが、1997年の廃止後は地下鉄東西線との直通運転により接続している。地元では「三条京阪」の名称で親しまれており、バスターミナルなども併設されている。かつては京阪における京都側の一大拠点であったが、鉄道網の充実により拠点性が低下している。七条駅 - 三条駅間の地上線時代は琵琶湖疏水と併走し、京阪線の見所の一つでもあった。
京阪本線の正式な終点は三条駅であるが、ほとんどの列車は三条駅で折り返すことなく出町柳駅まで続く鴨東線に直通する。平安神宮や京都御所の最寄り駅の神宮丸太町駅を過ぎると京都大学（吉田キャンパス）、同志社大学（今出川キャンパス）や下鴨神社の最寄り駅で鴨東線の終点の出町柳駅に着く。地上からは洛北方面に向かう叡山電鉄が発着していて、行楽シーズンには混雑する。

## 運行形態
三条駅に発着する大半の列車が鴨東線出町柳駅まで直通運転を行っており、一部の列車は天満橋駅から中之島線中之島駅まで直通運転を行っている。そのため、両線との運行形態も併せて記述する。
以下に種別ごとの詳細を示す。特記なければ通常期の運行形態について記す（ダイヤ乱れによる運用変更については、この限りではない）。年末年始に実施される正月ダイヤについては「年末年始」の節を、そのほかの臨時ダイヤについては「臨時列車」「臨時ダイヤ」の節も参照。また、快速特急・ライナー・特急・通勤快急・快速急行の詳細については「京阪特急」も参照。

### 列車種別
京阪本線の列車種別は、快速特急「洛楽」、ライナー、特急、通勤快急、快速急行、急行、通勤準急、準急、区間急行、普通の計10種別がある。なお、これは日本国内大手私鉄最多の種別数となっている。現行ダイヤでの基本種別は特急、準急、普通の3種別で、平日ダイヤは10種別全てが、土休日ダイヤはライナー、通勤快急、通勤準急を除く7種別が運行される。
各種別の現行の全停車駅は#駅一覧を参照。

#### 快速特急「洛楽」

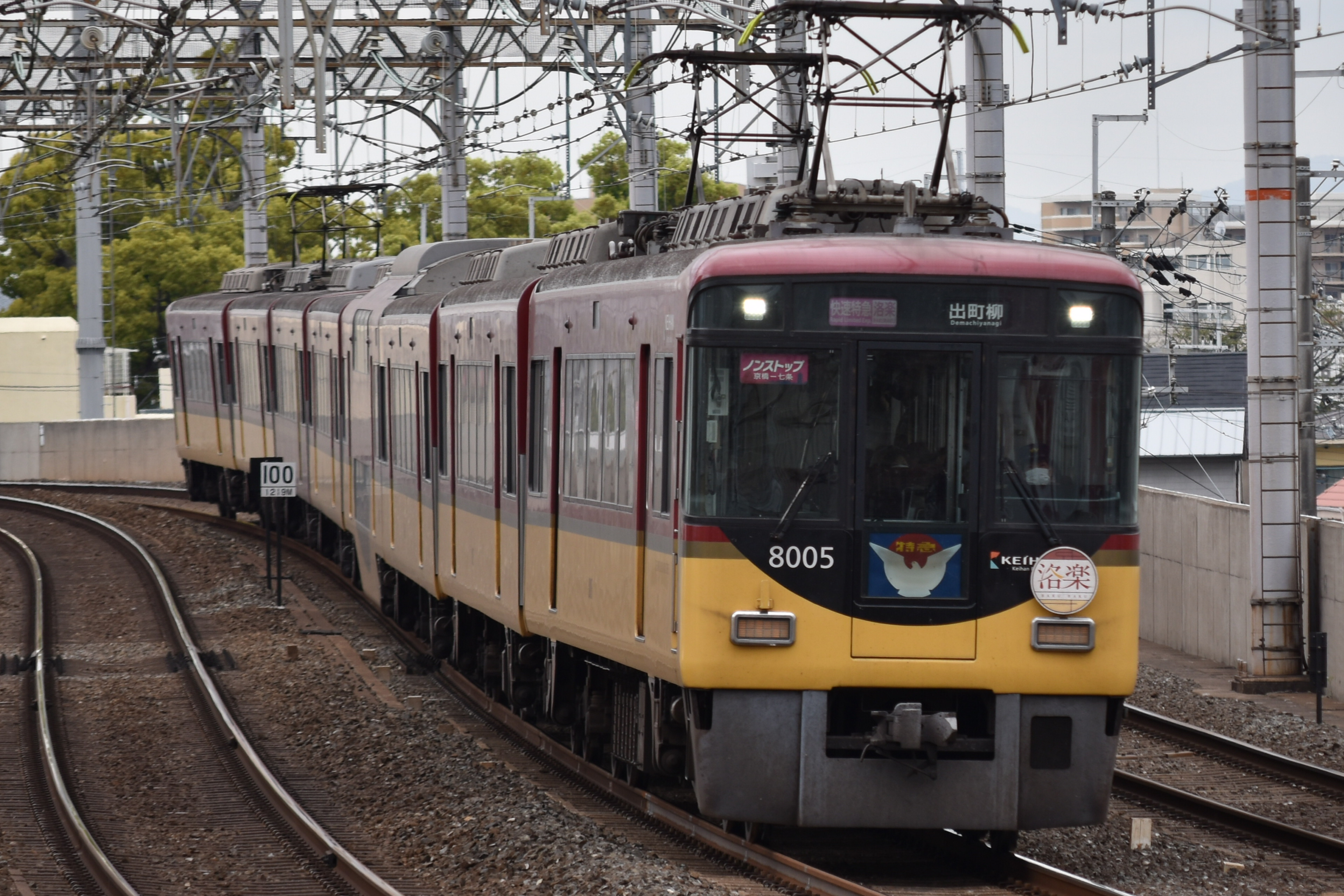
8000系による快速特急「洛楽」（種別幕は桃色）

2025年3月22日変更の現行ダイヤでは、平日は9時台に上り1本、17時台に下り1本が、土休日は8 - 11時台に上り4本、16 - 18時台に下り4本が淀屋橋駅 - 出町柳駅間で運転される。京橋駅 - 七条駅間をノンストップ・最速33分で結び、平日の下りと土休日の3往復は特急車8000系、それ以外は3000系（2代）で運転される。ただし、やむを得ず一般車8両編成での運転となる場合がある。
祇園・東山エリアや、大原・貴船・鞍馬方面、京都（八瀬） - 比叡山 - びわ湖（坂本）をつなぐ周遊ルート「山と水と光の廻廊」への観光創造を目的に設定されており、平日は鴨東線・叡山電車沿線との通勤通学需要にも対応する。
2011年秋から2016年正月までは行楽期限定で運行されていたが（後述）、2016年3月19日のダイヤ変更より、土休日ダイヤ限定で定期運転（5往復）されることとなった。京橋駅 - 七条駅間ノンストップ列車の定期運転は2000年6月までの特急以来約16年ぶりであった。2017年2月25日ダイヤ変更からは平日にも運転を開始（2往復）し、毎日運転となった。使用車両は臨時運行時代から8000系限定であったが、同ダイヤ変更からは3000系（2代）が加わった（同ダイヤでは行楽期を除き全列車3000系で運転）。
2011年10月22日 - 12月4日の土休日に臨時快速特急「ノンストップ京阪特急」として淀屋橋発出町柳行きが運行された。翌年春（2012年3月24日 - 6月3日の土休日）の運行に向けて愛称を公募、「洛楽」の列車愛称が与えられ、以後春秋行楽期の土休日に運行されるようになった。臨時運行時代は前後の定期特急が一般車に差し替えられていた。
2014年以降正月ダイヤにも設定され（「洛楽初詣」、翌年以降「洛楽」に統一）、下り（出町柳発淀屋橋行き）も運転されるようになった。2017年6月からは種別名に愛称を加えた「快速特急 洛楽」と案内されるようになった。
有料座席指定特別車両「プレミアムカー」の連結は、2017年8月の運行開始当初、行楽期の土休日のみ（3000系→8000系に変更）であったが、2018年9月15日のダイヤ変更で行楽期を除く土休日にも拡大された。正月ダイヤでは2往復がプレミアムカー連結（8000系）となっていた。2021年1月31日ダイヤ変更（3000系プレミアムカー運行開始）より全列車連結となっている。
2008年10月 - 2011年5月の平日夕ラッシュ時から夜間に、上り淀屋橋発出町柳行きのみ運転されていた快速特急（中書島駅・丹波橋駅にも停車）については「旧・快速特急」を参照。

#### ライナー
平日の通勤時間帯に特急車8000系で運転される全車両座席指定の列車である。乗車には運賃のほかにライナー券（300円または380円・一部区間を除く）またはプレミアムカー券（400円または500円）が必要である。
2023年8月26日変更ダイヤでは、朝に下り淀屋橋行きが出町柳・三条・枚方市発それぞれ1本ずつと、樟葉発3本の計6本（概ね20分間隔）、夜に上り出町柳行きが5本（淀屋橋駅17時 - 20時台）、下り出町柳発淀屋橋行き1本が運行されている。停車駅は朝の樟葉発・枚方市発の便は通勤快急と、その他は特急と同じであるが、一般列車優先のダイヤであることや誤乗防止のため駅停車時間が長く、所要時間は特急や通勤快急に比べて長い。
2017年8月21日より運行を開始。当初は平日朝の淀屋橋行き2本（枚方市発・樟葉発1本ずつ）の運行で、京橋駅までノンストップであった。2018年9月15日のダイヤ変更で特急と同じ停車駅となり、平日朝に樟葉発を1本増発し、従来樟葉発であった列車が出町柳発に延長され、夜間には出町柳行き2本が設定された。2021年1月31日変更で平日朝に三条発の列車が増発された。2021年9月25日変更で、朝に樟葉始発1本、夜に出町柳行き2本が増発された。2023年8月26日変更で朝の下り・夕方の上り共に増発されたほか、夕方に出町柳発淀屋橋行きが1本新設された。またこのダイヤ変更で、朝の樟葉発3本、枚方市発1本の4本が香里園・寝屋川市に停車するようになった。

#### 特急

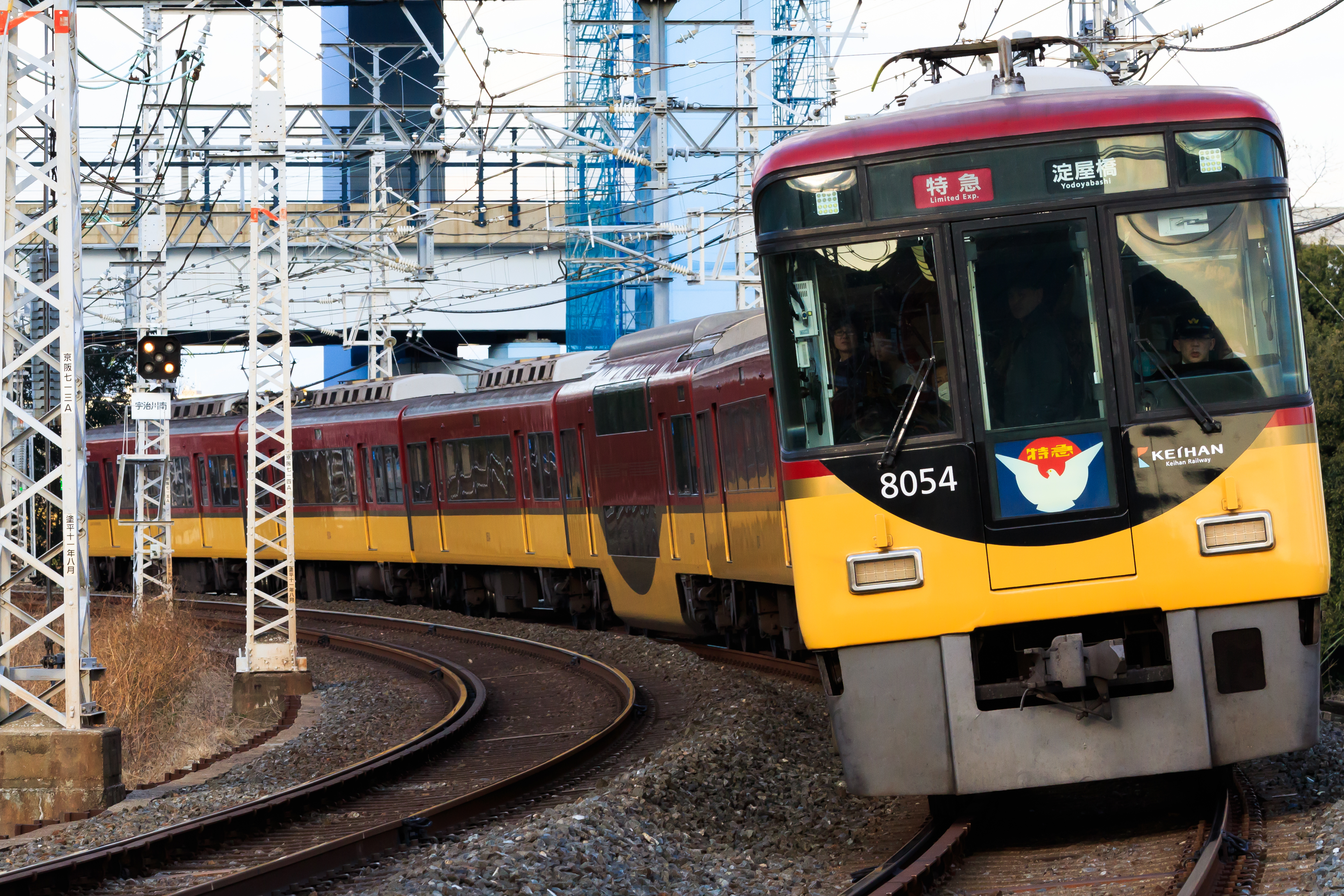
8000系による特急（種別幕は赤色）

沿線の石清水八幡宮にちなむ特急シンボルマーク「鳩マーク」とともに、「京阪特急」として親しまれている。終日にわたって運転され、原則淀屋橋駅 - 出町柳駅間の運転であるが、早朝には三条発淀屋橋行き（三条駅まで普通三条行きとして運転した列車を三条駅で種別変更）、平日朝には枚方市発淀屋橋行きが1本、深夜には淀屋橋発三条行き（三条駅で普通出町柳行きに変更して運転）がそれぞれ1本設定されている。中之島線への乗り入れは春秋行楽期や競馬開催時の臨時列車のみである。
2003年（平成15年）9月6日のダイヤ改正で日中10分間隔運転（枚方市・樟葉駅に追加停車）となって以降、ダイヤ改正・改定のたびにK特急・快速特急から置き換わる形で運転時間帯が拡大され、10分間隔での運転が定着していたが、行楽利用の多い路線であることから不要不急の外出自粛の影響が大きく、2021年9月25日のダイヤ変更からは日中は概ね15分間隔（平日15時以降は概ね12分間隔）で、2025年3月22日のダイヤ変更からはほぼ全ての時間帯で12分間隔の運転となっている。各駅停車との連絡については「準急・通勤準急」の節を参照。
車両は、ダブルデッカー（2階建て車両・4号車）連結の特急車8000系を中心に、3000系（2代）も充当され、共に6号車には有料座席指定特別車両「プレミアムカー」が連結される。2021年現在、一般車の充当は朝ラッシュ下りや夕ラッシュ上り、深夜を中心に平日ダイヤ12本、土休日ダイヤ5本となっている。使用車両は駅掲出の時刻表（京阪電車ホームページでも公開）で判別可能である。なお、平日朝ラッシュ時の1号車（京都方先頭車）は女性専用車両となる。
淀屋橋駅 - 出町柳駅間の標準所要時間は53 - 54分（ラッシュ時は60分前後の列車も存在）で、前述の通り乗車時間は長くなるが、大阪のオフィス街・官公庁街・繁華街（御堂筋・船場・谷町・京橋・OBP）、京都の祇園・四条河原町・東山・洛北へのアクセスの良さから利便性は高く、行楽客を中心にリピーターも多い。
方向幕の色は赤地に白文字で、「K特急」が設定された2003年9月6日のダイヤ改正を機に使用開始された。1989年使用開始の英字入り幕は黒地に赤文字、それ以前（3000系（初代））は白地に赤文字であった。なお、当時2600系は「K特急」入りの幕に交換されず、K特急「おりひめ」では黒地に赤文字の特急幕を表示した。
2000年7月1日ダイヤ改正で中書島駅・丹波橋駅に終日停車となるまでは、京橋駅 - 七条駅間ノンストップで運転されていた（平日朝ラッシュ時の下りのみ1993年1月改正より中書島駅、1997年3月改正より枚方市駅にも停車）。ただし、『くらわんか花火大会』開催時（毎年8月の最終日曜日）には枚方市駅（1998年以前は樟葉駅）に上り下りとも臨時停車していた。
2008年10月19日ダイヤ改定（中之島線開業）以降の運行の変遷については「京阪特急」を参照。

#### 快速急行・通勤快急

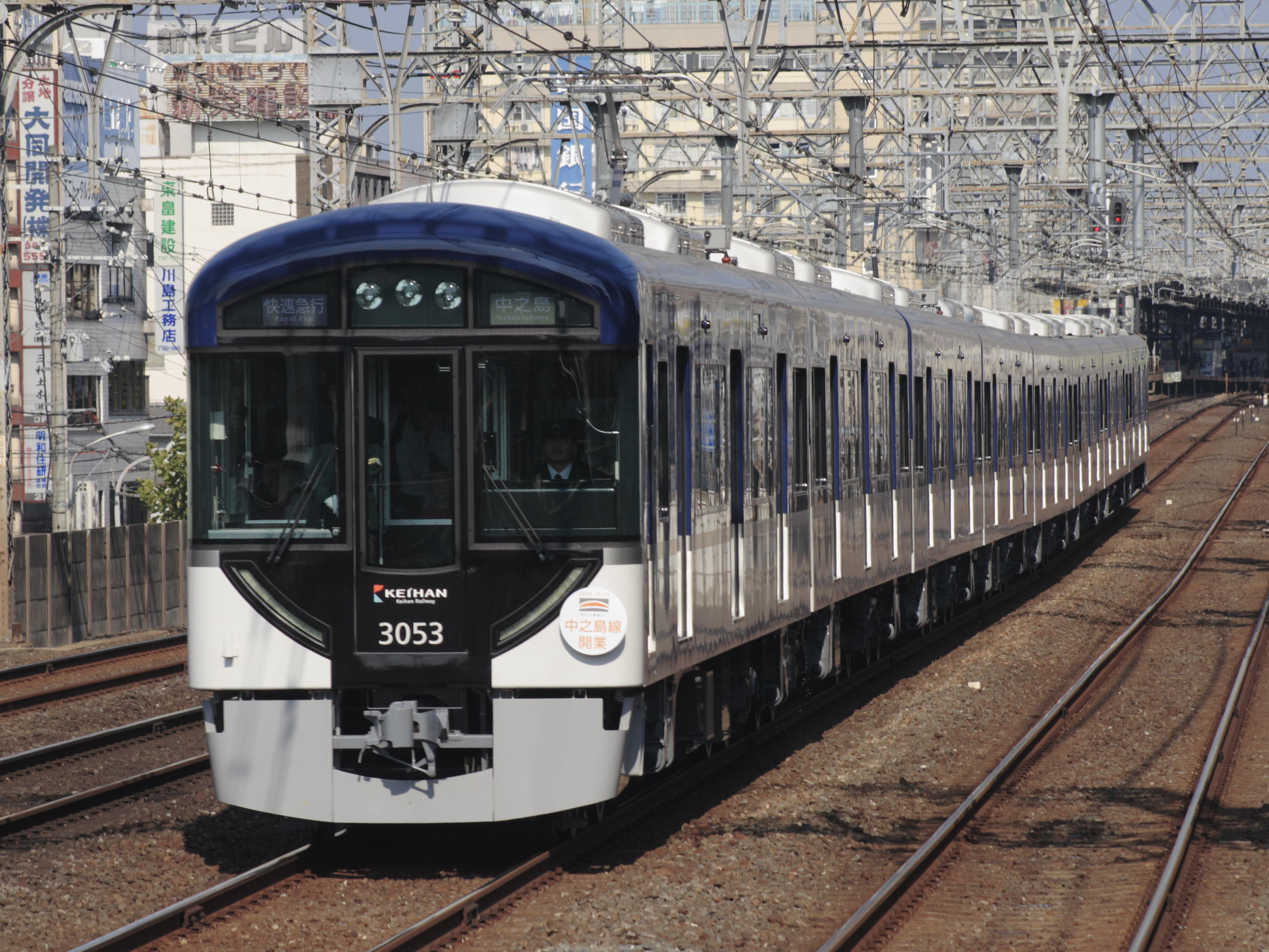
2代目3000系による快速急行（種別幕は紫色）

特急に準ずる優等列車で、特急停車駅に加えて守口市駅・寝屋川市駅・香里園駅に停車する種別である。
朝や夕方を中心に特急を補完する形で運転され、一部では「プレミアムカー」連結の3000系（本節では2代）が充当される。また、平日夕ラッシュ時から夜間にかけて多数の淀屋橋発樟葉行きが運転されている。そのほか、平日朝には淀屋橋発枚方市行き、寝屋川市発出町柳行き、枚方市発淀屋橋行きが、平日夕方には唯一の中之島発である樟葉行き、休日夜間には3000系で運転の淀屋橋発樟葉行きがそれぞれ1本ずつ設定されている。
平日ダイヤの淀屋橋9時台発の1本と、出町柳17時台発の1本が枚方市駅でそれぞれ快速特急「洛楽」を待避する。それ以外の列車は全区間で先着する。また、京都競馬開催時の土休日には夕方の下り列車の一部（2022年現在では2本）が淀駅に臨時停車する。
夕ラッシュ時の上り列車は樟葉駅折り返しの急行を補完し、出町柳駅発の列車は快速特急が通過する特急停車駅の乗車機会を確保する役割を担う。これらの快速急行は基本的に8両または7両編成の一般車が用いられる。
通勤快急は快速急行の停車駅から守口市駅を除外した種別で、平日朝に下りのみ運転される。樟葉発淀屋橋行きが2本、樟葉発中之島行きが1本、出町柳発中之島行きが1本設定されている。
種別幕の表示は両種別ともに紫色である。
通勤快急はこの名称が正式な列車種別名であり、「通勤快速急行」とは称さない。

##### 運行の変遷
2008年10月19日の中之島線開業にあわせて中之島駅発着の最速達種別として新設された。それまでの急行を置き換える形でほぼ終日運転され、平日ラッシュ時の一部列車を除き3000系が充当された。競馬開催日には、朝から夕方にかけて競馬場最寄りの淀駅にも臨時停車していた（出町柳発7時40分 - 17時40分と中之島発7時30分 - 17時00分）。
その後、2009年9月のダイヤ一部変更では、平日夕方ピーク時間帯の出町柳行きが淀屋橋発の急行樟葉行きに変更された。平日夕ラッシュ時以降の中之島発の列車は三条行き（20時以降は樟葉行き）となったほか、一部は普通に変更された。三条行きは樟葉駅で快速特急の通過待避を行っていた。
2011年5月のダイヤ変更で淀屋橋駅 - 枚方市駅間の特急と統合する形で日中の運転が廃止された。また、夕方の三条行きは樟葉行きに短縮された。
さらに、2013年3月のダイヤ変更により中之島駅 - 出町柳駅間の運転は平日朝ラッシュ時に限られ、この時間以外に運行される快速急行について、平日は、上りは中之島発樟葉行き・下りは出町柳発淀屋橋行きとなっている。土・休日ダイヤにおいては朝と夜間の出町柳発淀屋橋行きのみとなった。
2016年3月19日のダイヤ変更では、初めて7両編成の列車が設定された。また、通勤快急1本が淀屋橋行きに変更され、平日夕ラッシュ時に3000系運用が再設定されたほか、土休日朝に淀屋橋発出町柳行き・樟葉発淀屋橋行き、夕方に淀屋橋行きが設定された。中之島線開業から続いた中之島駅 - 出町柳駅間通しの快速急行は上り下り共に廃止され、中之島行きは平日枚方市駅始発の1本を残すのみとなったほか、深夜の出町柳発淀屋橋行きが廃止された。
2017年2月25日のダイヤ変更では、平日夕方から夜間の中之島発樟葉行きの列車がすべて淀屋橋発に変更（21時台は急行に変更）となり、中之島駅を始発とする快速急行は平日朝の樟葉行き2本にまで減少した。
2017年8月20日のダイヤ変更では、平日朝の樟葉行き1本も淀屋橋発に変更されたため、中之島駅を発着する快速急行は上下1本ずつのみとなった。
2018年9月15日のダイヤ変更では、平日朝に初めて寝屋川市発出町柳行きが3000系で設定された。一方、同系列充当の通勤快急と平日夕方の樟葉行きは一般車に変更されたほか、平日夜の樟葉行きにも7両編成の列車が設定された。 
2021年1月31日のダイヤ変更では、三条始発の通勤快急が全て出町柳発となったほか、樟葉始発が1本新設された。平日朝の枚方市発の快速急行が淀屋橋行きとなり、中之島行き快速急行の設定がなくなった。深夜の交野線最終連絡・淀屋橋発樟葉行き特急が直後の準急と統合されて快速急行となり、再び土休日上りにも設定された。
2021年9月25日のダイヤ変更では、日中に「プレミアムカー」連結の3000系で運転される快速急行が毎時2本設定された。通勤快急の運転は、出町柳発4本・樟葉発1本の計5本から出町柳発1本・樟葉発3本の計4本に減少した。なお、通勤快急には3000系は充当されない。
2025年3月22日のダイヤ変更では、再び日中の快速急行が廃止されたほか、大阪・関西万博会期中には中之島発着の臨時列車が運転される。通勤快急の運転は、出町柳発1本・樟葉発3本の計4本から出町柳発1本・樟葉発3本・枚方市発1本の計5本に増加した。

#### 急行

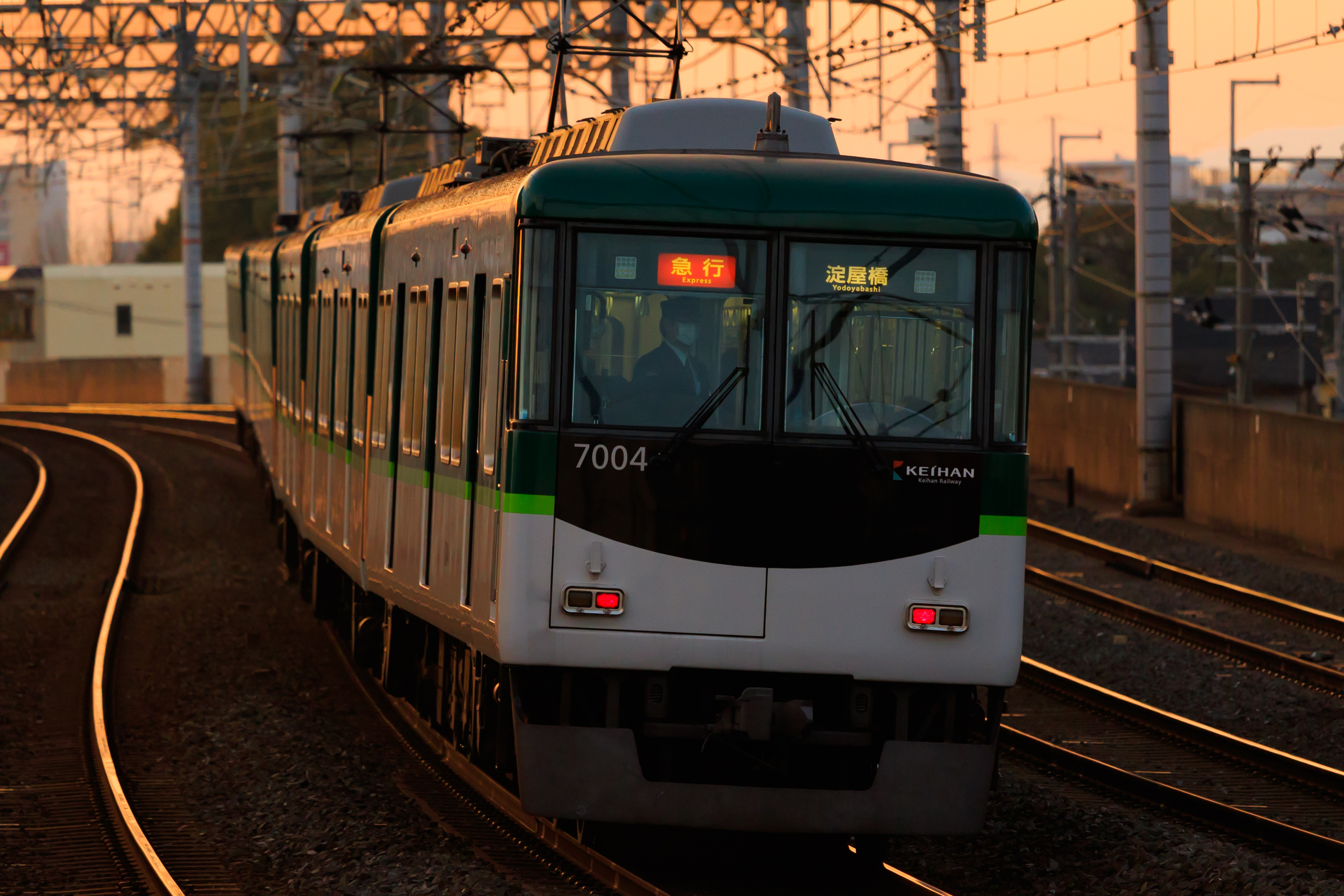
7000系による急行（種別幕は橙色）

急行は、特急が通過する主要駅に加え、行楽（初詣）利用の多い駅にも停車する種別である。淀駅には、同駅を始発・終着とする列車と、競馬開催時（臨時停車）のみ停車する。中之島線への乗り入れは競馬開催時の臨時列車のみである。
淀屋橋駅 - 出町柳駅間の列車のほか、朝夕ラッシュ時には淀屋橋駅 - 樟葉駅間の列車が、早朝には寝屋川市発出町柳行き、平日朝には淀屋橋発枚方市行き、早朝・平日夕方・夜には淀車庫への出入庫や土休日の京都競馬場への利便を兼ねた淀駅発着の区間列車（淀屋橋駅 - 淀駅・淀駅 - 出町柳駅間）がある（京都側の準急も参照）。
土休日の淀屋橋発9時 - 10時台には、上り快速特急「洛楽」を枚方市駅で待避する便が4本運行され、快速特急が通過する特急停車駅を補完しつつ、ひらかたパーク、石清水八幡宮、京都競馬場（競馬開催日に淀駅に臨時停車）、伏見稲荷大社、東山といった沿線の観光・行楽需要に対応している。快速特急・特急待避がない多くの列車が全区間で先着する。
方向幕の色は橙色に白文字で、1989年の7000系（英字入り幕）登場時から使用されている。6000系登場以前は白地に赤文字、以降は赤地に白文字であった。運行標識板は丸形で、淀屋橋駅 - 三条駅（出町柳駅）間の列車が赤地に白文字、淀屋橋駅 - 樟葉駅間の列車が白地に赤文字であった。

##### 運行の変遷
急行は長らく、終日運転される主力優等種別であった。淀屋橋開業後の1964年当時の途中停車駅は四条駅（現在の祇園四条駅）・七条駅・伏見稲荷駅・丹波橋駅・中書島駅・八幡町駅（現在の石清水八幡宮駅）・枚方市駅・香里園駅・京橋駅・天満橋駅・北浜駅（1961年12月以降は日中は枚方公園駅にも停車）であり、現在の快速急行並みの停車駅数であったが、徐々に停車駅が増え、現在では全運転区間の約半数の駅に停車している。
1971年8月の樟葉駅移転改良工事完成に伴うダイヤ改正で、日中20分間隔から15分間隔に増発されて以降は、樟葉駅または丹波橋駅で特急を待避するようになった。8両編成運転は枚方市駅高架化工事（下り線の仮線移設）に伴い1985年から開始され、当初は朝夕ラッシュ時の樟葉駅で折り返す列車のみであったが、1987年の京都地下線（東福寺駅 - 三条駅間）の開業で全線に拡大していった。1987年6月改正以降は樟葉駅で同駅発着の準急と連絡するようになった。出町柳駅23時25分発急行淀屋橋行きは0時29分に淀屋橋駅3番線到着後、そのまま夜間滞泊し、淀屋橋駅の始発列車5時04分発普通三条行き（平日は5扉扱い）となるため、長年に渡り5扉車5000系の限定運用であった。
2000年のダイヤ改正までは、普通との連絡は基本的に守口市駅（萱島発着の普通）・香里園駅・丹波橋駅の3駅（宇治線直通の普通）であった。その後、2003年9月のダイヤ改正で昼間時の運転が中止（準急に置き換え）された後、2006年4月のダイヤ改定から2008年10月19日のダイヤ改定前までは、昼間は淀屋橋駅 - 枚方市駅間の運転（一部は準急、香里園駅で特急待避あり）、それ以外の時間帯は淀屋橋駅 - 出町柳駅間を15分間隔（夜間は20分間隔）で運転される形でほぼ終日運転されていて、土休日は京阪間通しの列車は原則として終点まで特急に追い抜かれなかった（ただしまれに三条駅で特急に追い抜かれることもあった）。
1980年3月まで寝屋川市駅・枚方公園駅は昼間時間帯のみ停車、守口市駅は終日通過となっていた（ただし、1960年代後半には朝ラッシュ時に守口車庫から出庫する守口駅発三条行きの急行が3本設定されていたが、1971年のダイヤ改正頃に廃止された）が、1980年3月のダイヤ改正で寝屋川市駅は終日停車、守口市駅は昼間時間帯停車となり、その後守口市駅・枚方公園駅には夕ラッシュ時にも停車するようになるなど、ダイヤ改正（改定）毎に停車時間帯が拡大し、2003年からは22時台頃まで停車するようになった結果、早朝から朝ラッシュ時および深夜のみ通過となった。その後、2008年の中之島線開業で早朝と深夜の列車についても停車を開始し、全ての急行が両駅に停車するようになった（朝ラッシュ時の急行は同改定で廃止）。
京都競馬開催時（場外の時期も含む）は淀駅に臨時停車していた。2008年10月19日改定ダイヤからは、急行に代わって快速急行が臨時停車していたが、2011年5月のダイヤ変更で日中の快速急行が廃止となり、代わりに樟葉発着の急行を延長する形で土休日朝に淀行き、夕方に淀発の急行が設定されるようになった。快速特急「洛楽」が運転される春秋の特別ダイヤでは特急の送り込みの関係上、京都競馬開催の有無に関係なく午後の時間帯（15時 - 17時台） に淀発出町柳行きが運行された。
2009年9月のダイヤ変更で、平日夕ラッシュ上りピーク時の中之島発樟葉行き快速急行3本が淀屋橋発樟葉行きの急行4本に振り替えられた（中之島発の列車は普通に変更）。2011年5月のダイヤ変更では日中に淀屋橋駅 - 樟葉駅間運転の急行が毎時片道4本設定され、京橋駅（中之島駅発着の列車）・守口市駅・香里園駅で普通に、樟葉駅で特急に連絡するようになった（ただし香里園駅・枚方公園駅 - 樟葉駅以北の特急停車駅間は、枚方市駅で特急と準急または普通を乗り継ぐ方が早い）。また、夕方時間帯の下りにも設定された。
2013年3月16日のダイヤ変更で、日中は毎時3本とされ、準急と交互に20分間隔での運転になった。また土日に運転の急行淀行き2本を樟葉行きに短縮し、平日夕方ラッシュに運行されている樟葉行き4本を淀行きに変更した。また深夜にも淀行き（準急樟葉行きから変更）が設定された。2016年3月19日のダイヤ変更で日中の運転が取りやめとなった。
2017年2月25日のダイヤ変更より、上り快速特急「洛楽」運転時間帯には、八幡市駅（現在の石清水八幡宮駅）、伏見稲荷駅、清水五条駅、神宮丸太町駅などの京都観光最寄駅に配慮して、出町柳行き（快速急行より変更）が平日に2本、土・休日に5本設定された。この列車は、枚方市駅で快速特急「洛楽」を待避し、京都競馬開催時（場外の時期も含む）は淀駅に臨時停車する。
2018年9月15日のダイヤ変更では、平日1本、土休日に2本あった8000系運用（2017年8月20日以降「プレミアムカー」連結）は廃止され、平日夜には出町柳発淀行きが3本増発された。土休日朝に特急が増発された関係で、当該時間帯の出町柳行きは、6時台は準急に変更、7時台は樟葉行きに短縮された。また、2008年10月改定で廃止された枚方市行きが、平日夜と土休日昼に1本ずつ設定された。
2021年9月25日のダイヤ変更では、土休日の上り急行が全て出町柳行きに変更された。

#### 準急・通勤準急

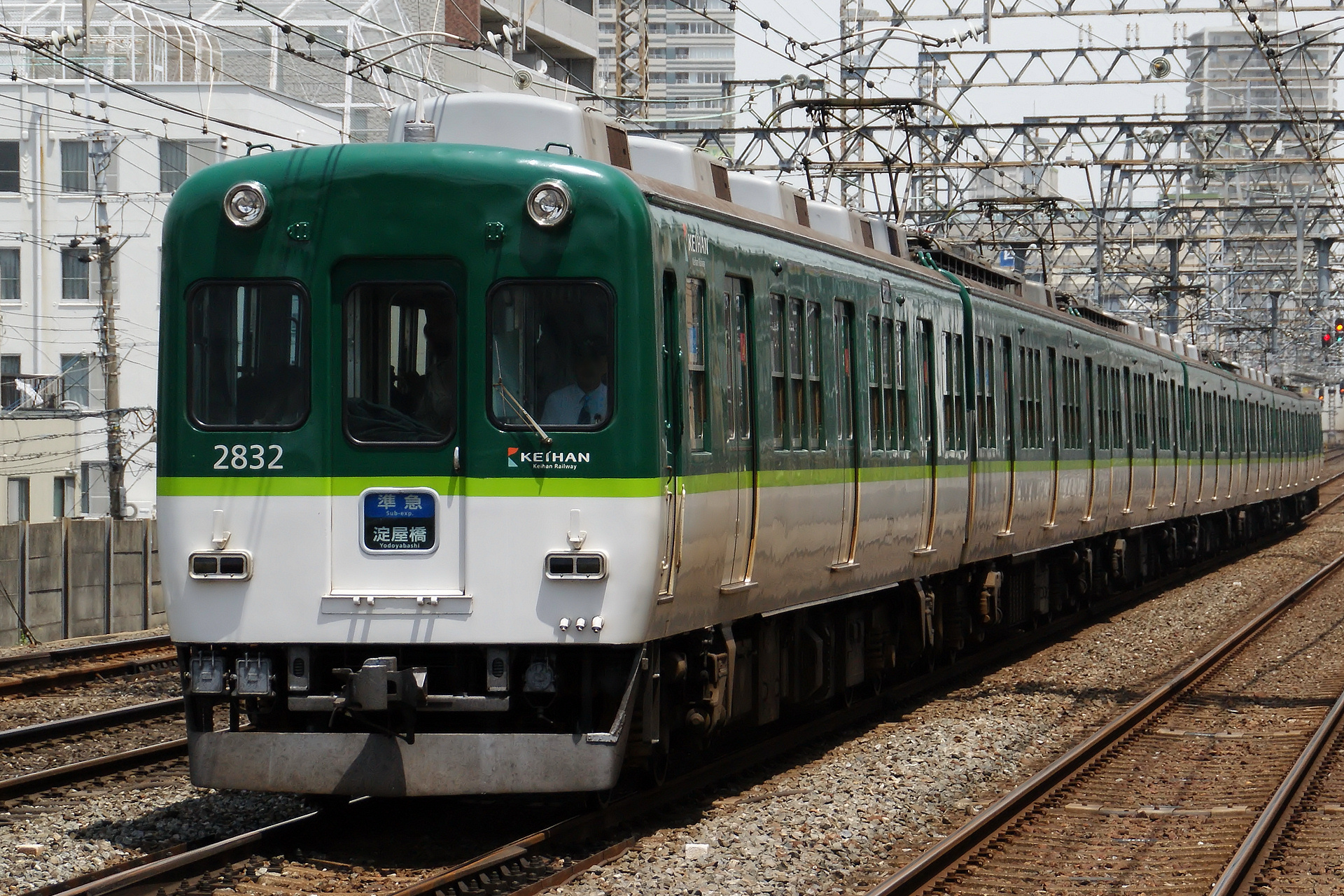
2600系30番台による準急（種別幕は青色）

主に複々線区間で通過運転を行い、そのほかの区間は各駅に停車する。平日朝ラッシュ時の下りは守口市駅を通過する「通勤準急」として運転し、それ以外は守口市駅に停車する「準急」としてほぼ終日運転され、守口市駅で普通と連絡する。原則淀屋橋駅発着であるが、平日朝夕には中之島駅発着の列車も運転される。また、枚方市駅・樟葉駅、淀駅（通勤準急を除く）発着の区間運転列車が設定されているほか、早朝には三条発淀屋橋行きが設定されている。中書島駅 - 七条駅間にはホーム有効長が7両分の駅があるため、京阪間通しの列車はほぼすべて7両編成での運転であり、8両編成での運転は淀駅以南に限られる。京橋駅で中之島駅発着の普通と連絡する列車がある。
各駅停車区間における特急との連絡は、基本的に枚方市駅・丹波橋駅・三条駅（上りのみ）の3駅で行う。ラッシュ時には京橋駅での連絡、萱島駅・淀駅・龍谷大前深草駅での通過待ちや、香里園駅や枚方市駅で快速急行・急行との連絡を行う列車がある。
種別幕の地色は両種別ともに青である。6000系登場以前は白地に青字であった。また、運行標識板は丸板で、白地（天満橋駅発着列車は黄色地）に青文字で準急（行き先は黒字）と書かれたものを掲出していた。

##### 運行の変遷
1980年3月のダイヤ改正前は朝夕時間帯のみの運行であったが、日中の区間急行を準急に変更する形でほぼ終日運転となり、萱島駅発着列車との連絡のため同駅にも停車するようになった。この当時は日中を中心に基本的に枚方市駅折り返しで、樟葉駅で折り返すのは朝夕に限られていたが、1987年6月1日のダイヤ改正で日中も樟葉駅で折り返すようになった。
1989年9月には京都側にも通過運転を行う準急が設定された（出町柳駅 - 淀駅・樟葉駅間；後述）。また1990年までは夕方以降も守口市駅は通過だった。2003年9月のダイヤ改正で、全列車萱島駅 - 出町柳駅間は各駅停車（1987年以前の運転体系。ただし当時は鴨東線区間は未開業）に再度戻された。この改正で昼間に全線通しの運転と枚方市駅折り返し運転が1時間あたり6本ずつ設定された（計12本）。平日夕方ラッシュ時には交野線直通準急「ひこぼし」（天満橋駅始発）が設定された。
2006年4月のダイヤ改定では、枚方市駅折り返しの急行が1時間あたり6本設定された関係で、昼間の準急の運行がなくなったが、2007年9月のダイヤ改定で15時以降に急行が準急に置き換わるパターンとなった。この時間帯は急行と同様に、香里園駅で特急待避をしていたが、萱島駅で必ず区間急行（後述）との接続を取っていた。
中之島線開業日の2008年10月19日のダイヤ改定では、再び昼間に全線通しの運転が毎時4本復活した。また、守口市通過列車を「通勤準急」として分離した。「ひこぼし」は運転時間帯が変更され、深夜帯の快速急行に置き換えられた（「ひこぼし」の愛称は従来どおり使用）。
2009年9月のダイヤ変更により、夕方以降の列車は京都側での普通の区間列車（樟葉駅・淀駅 - 三条駅・出町柳駅間）と樟葉駅折り返しの準急列車が統合され、中書島駅 - 樟葉駅間の速達列車の通過駅（淀駅・橋本駅）でも利便性が向上している。
2011年5月28日のダイヤ変更では、急行の終日運行が復活した関係で、日中の準急が1時間あたり4本から2本に削減の上、中之島駅発着に変更され、京橋駅で淀屋橋発の特急や普通と接続を行うようになった。そのため、日中の中之島線直通列車は準急2本・普通4本とも淀屋橋駅発着列車を2本連続で接続待ちしてから、改めて京橋駅を発車するダイヤになり、京橋駅での停車時間が非常に長くなった（正月ダイヤの日中でもほぼ同様、ただし当該時間帯の中之島線直通列車は普通のみ）。
2013年3月16日のダイヤ変更で、日中の運転は1時間あたり中之島駅発着2本から淀屋橋駅発着3本に変更された。春秋の特別ダイヤでは4本（出町柳行き2本、枚方市（夕方以降は出町柳行き）行き2本に変更された。枚方市駅で折り返す列車は香里園駅で特急に追い抜かれる列車がある。
2016年3月19日のダイヤ変更では、日中の急行を準急に置き換え、淀屋橋駅 - 出町柳駅間の列車が10分間隔で1時間あたり6本となった。また、日中の特急との接続駅が樟葉駅・丹波橋駅・三条駅に変更され、香里園駅で特急を待避する運行形態に変更された。夕ラッシュ時間帯の上り区間運転の列車は枚方市駅折り返しとなった。平日枚方市駅7:03発中之島行き通勤準急が3000系（2代）での運用となった（2017年8月20日変更で一般車に変更）。
2017年2月のダイヤ変更以降、夕ラッシュ時の淀屋橋発の一部が中之島発（京橋で特急に連絡）に、樟葉発中之島行きが一部を除き淀屋橋行きに変更された。
2021年9月25日のダイヤ変更により、通勤準急の運転本数が15本から12本に、日中の準急が1時間に6本から4本に減少した。日中の特急との連絡は、枚方市駅・丹波橋駅・三条駅に変更された。日中に運転の快速急行と樟葉駅で連絡し、龍谷大前深草駅で待避するようになった。
2023年8月26日のダイヤ変更では、平日13 - 14時台の運転本数が1時間あたり4本から2本に半減した。
2025年3月22日のダイヤ変更では、通勤準急の一部が準急に置き換えられ、通勤準急の運転本数が5本に減少した。また、日中の準急の運行本数が1時間に5本（12分間隔）に変更された｡

#### 区間急行

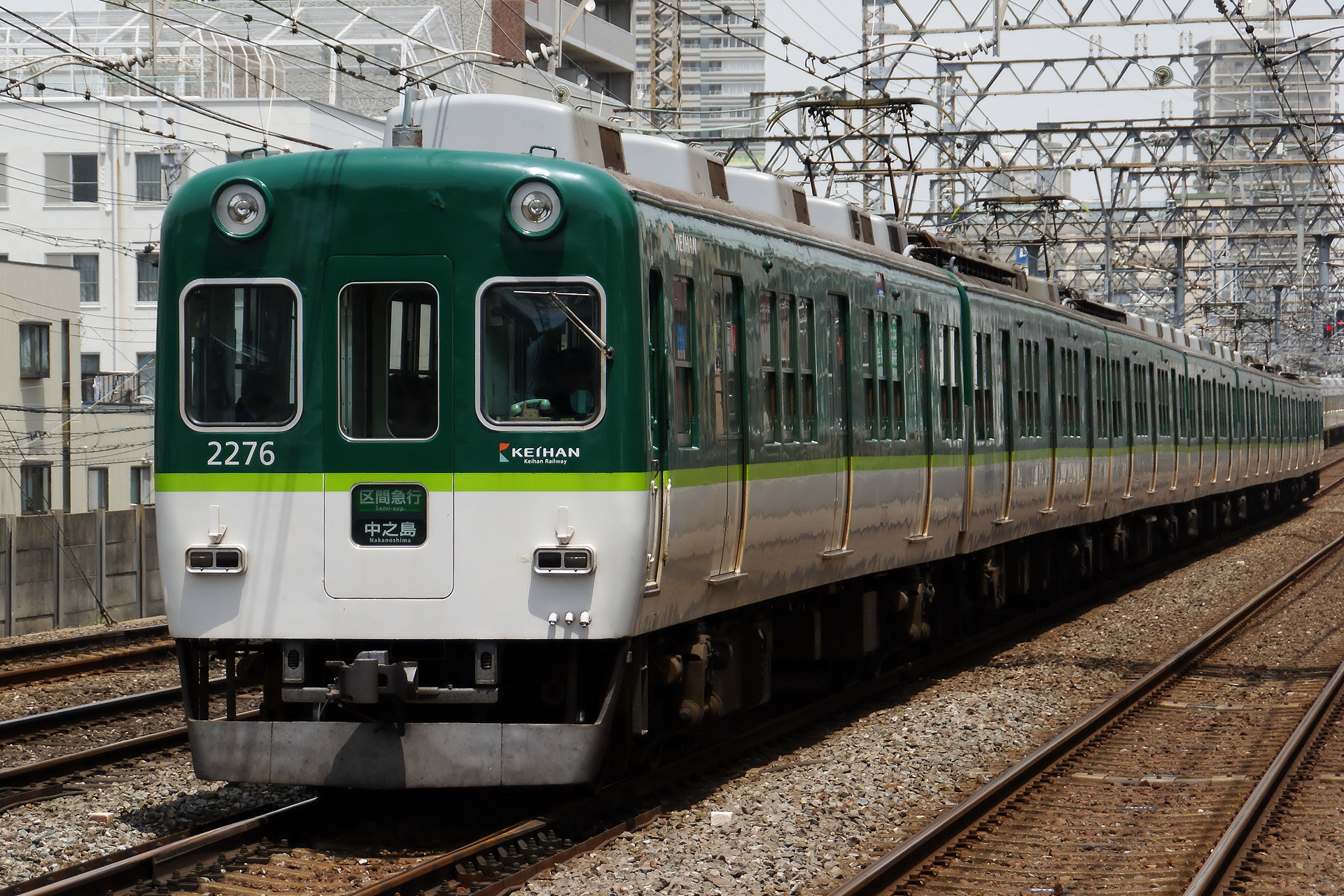
2200系による区間急行（種別幕は緑色）

主に朝夕に運転される種別で、複々線区間の途中駅である守口市駅以北を各駅に停車することで、大阪モノレール線との乗り換え駅でありながら外側線（緩行線）にしかホームがない門真市駅やその周辺の駅の速達・利便性を確保する役割を担っているほか、平日朝ラッシュ時下りでは通勤快急と通勤準急が停車しない守口市駅を補完する役割も持つ。大半の列車が寝屋川車庫への出入庫も兼ねた萱島駅発着で、萱島以北も走るのは平日朝の下り樟葉発3本と枚方市発1本、上り枚方市行き1本、平日深夜の上り香里園行き1本のみである。内側線の容量の関係上、平日朝ラッシュ時下りには全線外側線を走行する列車が2本ある。前を走行する普通列車の速度に合わせて走るため、守口市駅 - 京橋駅間の所要時間は急行線を走る区間急行より2 - 3分遅い。
平日朝ラッシュ時の淀屋橋発樟葉行き上り列車の1本は、枚方市駅まで後部2両が「女学生・児童優先車両」となることがある。学校の授業がある期間に、香里園駅を最寄り駅とする香里ヌヴェール学院中学校・高等学校の生徒向けに設定されている。設定時は車両の前後に「後部2両 女学生・児童優先」の看板が掲出される。
区間急行は近畿日本鉄道・南海電気鉄道では急行と準急の中間の種別として使われるが、京阪では伝統的に区間急行を準急と普通の中間の種別としている。英文字表記は他社の「準急」に当たる"Semi-exp. (SEMI-EXPRESS)"と表記され、準急には他社の「区間急行」に当たる"Sub-exp. (SUB-EXPRESS)"と表記されていることから、区間急行と準急の位置付けが逆になっている（京阪の区間急行=他社の準急、京阪の準急=他社の区間急行）ことがわかる。
方向幕の地色は緑色である。長らく「区急」と略記されていたが、駅の発車標では2003年9月改正以降、車両の方向幕では2008年の中之島線対応の際に、「区間急行」表記に変更された。なお、前面の行先表示板を使用していた頃は、区間急行は普通の板の行先の下に赤字で「急」と書かれたものを使用していた時期があった。

##### 運行の変遷
1980年3月のダイヤ改正で、枚方市駅が最北であった区間急行の運転区間が樟葉駅まで延長された。また日中の列車は準急に変更され、それ以降は朝夕ラッシュ時の専従列車として運転されてきたが、2006年4月16日のダイヤ改定で、中之島線開業ダイヤへの移行準備のため、26年ぶりに日中にも設定された（原則天満橋 - 萱島間の運転）。
2008年10月19日のダイヤ改定では中之島発着に延長された（平日ラッシュ時には淀屋橋行きも運転）ほか、日中毎時2本が樟葉発着となり、香里園で快速急行に、枚方市で枚方市発着の特急に連絡した。
2009年9月12日のダイヤ変更では、平日夜間に萱島発中之島行きが10000系4両編成で設定された（折り返し快速急行「ひこぼし」）が、2011年5月28日変更で日中の列車とともに廃止された。
2016年3月19日のダイヤ変更では、朝の枚方市発の列車が樟葉発の準急に変更された。一方、平日朝に樟葉行きが1本復活したほか、平日に樟葉発淀屋橋行きが設定された。
2017年2月のダイヤ変更では、夕ラッシュ時上りの一部が準急に変更された。
2018年9月15日のダイヤ変更で、平日早朝の下り樟葉発の準急1本が格下げされ、萱島以北を走る区間急行は1本増えた。
2021年1月31日のダイヤ変更では、平日朝の樟葉行きが廃止され、枚方市駅 - 樟葉駅間は下りのみの運転となった。また、平日夜に香里園行きが設定された。同年9月25日変更で、香里園行きが淀屋橋23時18分発から中之島20時50分発に大幅に繰り上げられた。
2025年3月22日のダイヤ変更では萱島以北の運転本数が増加する一方、萱島駅発着を中心に一部列車が4両編成に削減される。

#### 普通

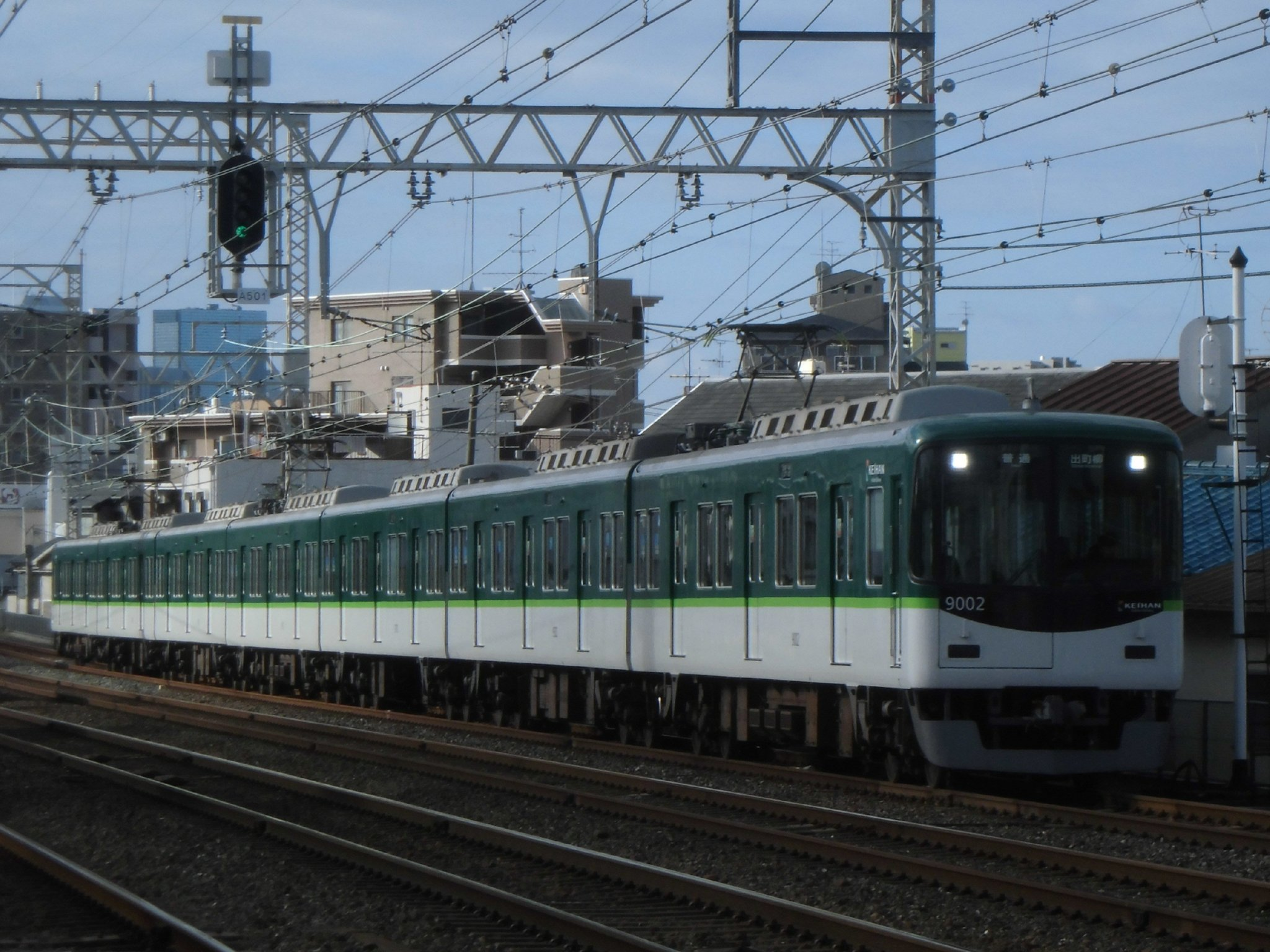
9000系による普通（種別幕は黒色）

各駅に停車し、全線で運転される。案内放送では「各駅停車」で統一されている。
日中含め中之島駅 - 萱島駅・枚方市駅間の運転が主である。時間帯により淀屋橋駅・樟葉駅・出町柳駅始発・終着の列車や、京都側のみ運転の淀駅 - 出町柳駅間の列車が設定されているほか、早朝には寝屋川市発出町柳行きや土休日夜には出町柳発樟葉行きが1本、出町柳発守口市行きが1本、出町柳発寝屋川市行きが設定されている。京阪の列車として所要時間が最長となる中之島駅 - 出町柳駅間を乗り通すと約90 - 110分かかる。
日中は守口市駅で準急と、萱島駅で準急（同駅以北各駅停車）と連絡する。快速急行・急行の運転時間帯は守口市駅・香里園駅で連絡する。準急と同様に京阪間通しの列車及び淀駅 - 出町柳駅間の列車はすべて7両編成であり、8両編成での運転は樟葉以南と深夜の三条発出町柳行きのみである。

##### 運行の変遷
2000年7月のダイヤ改正まで、京阪間通しの普通は香里園駅 - 三条駅または出町柳駅間を、枚方市駅・深草駅（現：龍谷大前深草駅）で特急を待避しつつ、後続の急行から逃げ切るダイヤとなっていた。同改正ダイヤでは、丹波橋駅で特急と急行が連絡するようになり、深草駅で2列車連続待避となった。伏見稲荷駅で急行・普通を乗り継ぐことで、丹波橋駅以南の特急・急行停車駅 - 鳥羽街道駅・東福寺駅間の所要時間が短縮された。また、三条方面 - 宇治線の直通列車（中書島駅で進行方向が変わっていた）は、中書島駅で系統分割のうえ、丹波橋駅での急行との連絡を取りやめ、三条駅・出町柳駅または中書島駅まで先着となった。中書島駅発着は特急の直後・直前となり、中書島駅以南の特急・急行停車駅 - 伏見桃山駅間の所要時間が短縮された。
日中の大阪方では、長らく全線直通と萱島駅折り返しの2系統での運転であったが、2003年9月のダイヤ改正で、10分ヘッドとなった日中は萱島折り返しに統一され、全線直通系統を準急とした。2006年4月改定で日中の普通は全線直通に統一（再設定）されたが、2008年10月改定で1時間あたり6本中2本を残して再び全線直通系統が準急となり、萱島駅折り返しが再設定されたほか、ラッシュ時間帯に運転されていた京都方の区間列車は、全線直通の準急・普通に統合され大幅に削減された。
2011年5月28日のダイヤ変更では、日中の区間急行廃止に伴い、普通が中之島駅発着に振り替えられ、日中の淀屋橋発着の列車は毎時2往復のみとなった。さらに、2013年3月16日のダイヤ変更で日中は全て中之島駅発着とされ、淀屋橋・北浜両駅から野江駅 - 土居駅間各駅への利用者は京橋駅での乗り換えが必要となるケースが増えた。
2016年3月19日のダイヤ変更では、日中の中之島駅 - 出町柳駅間の列車が中之島駅 - 枚方市駅間の運転に変更された。また、日中の香里園駅での連絡が取り止められた。平日朝ラッシュ時の香里園行き上り列車の1本は、後部2両を女学生・児童優先車両としていたが、このダイヤ変更で消滅し、区間急行に設定が引き継がれた。
2017年2月25日のダイヤ変更では、日中の萱島発着のうち、毎時1本が枚方市発着に変更され、日中は中之島駅 - 枚方市駅間4本、中之島駅 - 萱島駅間2本の運行が基本となった。
2021年1月31日のダイヤ変更では、深夜の香里園行きが消滅した。
2021年9月25日のダイヤ変更では、日中は運行本数が1時間に4本（15分間隔）、うち中之島駅 - 枚方市駅間2本、中之島駅 - 萱島駅間2本の運行となり、日中の枚方市発着は香里園駅で、萱島発着は守口市駅で快速急行と連絡する。
2023年8月26日のダイヤ変更では、平日13 - 14時台において削減された準急をカバーするため、当該時間帯の枚方市発着列車が出町柳まで延長された。
2025年3月22日のダイヤ変更では、日中の運行本数が1時間に5本（12分間隔）に変更、同時間帯の枚方市発着の列車が廃止され、5本とも中之島駅 - 萱島駅間の運行となった。またその日中時間帯を中心に一部列車が4両編成に削減された。

### 運転本数
通常期の昼間時の1時間毎の運転本数をまとめると以下のとおりになる（2025年3月22日ダイヤ変更時点）。なお、ダイヤ変更以前の日中の運転本数については「京阪電気鉄道のダイヤ改正」を参照。
| 駅名       | 駅名 | 淀屋橋  | …       | 天満橋 | …   | 萱島 | …   | 枚方市 | …   | 出町柳 |
| ---------- | ---- | ------- | ------- | ------ | --- | ---- | --- | ------ | --- | ------ |
| 種別・本数 | 特急 | 5本     | 5本     | 5本    | 5本 | 5本  | 5本 | 5本    | 5本 | 5本    |
| 種別・本数 | 準急 | 5本     | 5本     | 5本    | 5本 | 5本  | 5本 | 5本    | 5本 | 5本    |
| 種別・本数 | 普通 | ←中之島 | ←中之島 | 5本    | 5本 | 5本  |     |        |     |        |

### 臨時列車

#### 京都競馬開催時の臨時列車
京都競馬場での競馬開催時には、最寄りの淀駅発着の臨時列車が運転されている。メイン競走の格により本数は増減する。
1990年代までは、午前に淀屋橋発淀行きの急行、午後に淀発天満橋行き（一部淀屋橋行き）および三条行きの急行が運転されていた。この臨時急行は「馬急（うまきゅう）」とも呼ばれ、行先表示板を使用していた時代には蹄鉄が描かれたものを使用していた。1999年4月から2003年9月6日ダイヤ改正前までは、午前の急行に代わって「淀快速ターフィー号」が運転されていた（停車駅は淀屋橋・北浜・天満橋・京橋・守口市・淀。ただし守口市停車は2000年秋から）。この列車では競馬専門紙のトラックマンやスポーツ新聞の競馬担当記者による競馬予想が車内で放送されていた。それ以降は準急の枚方市駅（2003年9月改正以前は樟葉駅） - 淀駅間を延長する列車のうち枚方市駅 - 淀駅間で急行運転するものは「Gallop」（ギャロップ）として運転され、ヘッドマークも掲げられていた。2006年4月のダイヤ改定以降は高架化工事に伴い下り線が始発線のない仮設ホームに移設されたため、臨時列車の本数が大幅に減ったものの、メイン競走の格によって復路のみ淀発天満橋行や三条行の急行が運転されることがあった。2008年10月からは快速急行が淀駅に臨時停車するようになり、2011年5月に昼間の快速急行が廃止されて一旦は廃止されていたものの、2016年3月19日のダイヤ変更で臨時停車を再開した。現在はメイン競走の格によって増減するが、中之島駅 - 淀駅間の急行（往路は上り・復路は下り。場合によっては特急も運転されることもある）、淀駅 - 三条駅間の普通（上りのみで運転されない場合もある）が運転される。例外として2010年11月27日には京阪杯開催および京阪電車100周年を記念して臨時ターフィー号が1本運転され、また2011年度も11月26日に臨時ターフィー号が淀屋橋駅 → 淀駅間で片道1本運転された。
過去にはホームに観戦帰りの客が殺到し、安全性確保のために特急が急遽臨時停車したこともあった。また、2003年9月6日の大幅なダイヤ改正直後の同年10月 - 11月の日曜日のうち4日間と、2004年5月2日には「休日特別ダイヤ」を編成したことがあった。このダイヤでは朝夕に各種列車の増発が行われ、特に夕方（16 - 17時台）には10分当たり三条発天満橋行き臨時特急1本、淀発天満橋行き臨時急行1本、淀発淀屋橋行き「Gallop」1本が増発され、定期列車と合わせて複線区間（淀駅 - 萱島駅間の下り）で10分間に片道5本（平均2分間隔）という朝ラッシュ時間帯並みの本数となった。

### 臨時ダイヤ

#### 年末年始
毎年正月三が日には成田山不動尊、石清水八幡宮、伏見稲荷大社を始めとする沿線の寺社への初詣需要に対応するため、大晦日の夜間18時台から、翌年1月3日（曜日配列によっては4日または5日）までは、「土曜・休日ダイヤ」を適用せず、「大晦日ダイヤ」・「正月ダイヤ」を編成して運転している。これらは交野線、宇治線、石清水八幡宮参道ケーブルにおいても適用される。各駅や全列車の時刻などは、京阪電鉄の公式ホームページ上や、広報誌『K-PRESS』、またはリーフレットなどで公表される。

##### 大晦日ダイヤ
大晦日の始発電車から18時までは京阪線共通で「土曜・休日ダイヤ」で運転し、同日18時から翌年の元日10時までは「大晦日ダイヤ」として、通常とは異なるダイヤに切り替え、翌年の元日早朝にかけて終夜運転を実施する。
2011年以降（年表記は大晦日基準、この節において以下同じ）は急行を淀屋橋駅 - 出町柳駅間で20分間隔、普通を淀屋橋駅・中之島駅 - 出町柳駅間で20分間隔で運行している。ただし、3時台以降は運転間隔が広がり、それぞれ30分間隔となるほか、入庫のための萱島行き普通列車も運転される。終夜運転時における急行と普通の連絡は香里園駅のみで行う。
京阪線の終夜運転の開始は1957年に遡る。過去の運行概要は以下のとおりであった。
- 1957年の開始時は、天満橋駅 - 三条駅間に普通列車を20 - 30分間隔で運転した[31]。
- 1960年代から1970年代前半は、全線通しの急行・普通をそれぞれ20 - 30分間隔で運転した[32]。
- その後1979年までは、淀屋橋駅 - 三条駅間の急行を枚方市駅 - 中書島駅間の各駅に停車させて運転し、淀屋橋駅 - 枚方市駅間および中書島駅 - 三条駅間に普通を別途運転した[33]。
- 1980年から1988年までは、淀屋橋駅 - 三条駅間の準急（守口市駅は通過）と淀屋橋駅 - 萱島駅間の普通が運転された。1980年以降、三条発淀屋橋行の準急は、終夜運転時間帯のみ見られるものであった（淀屋橋発三条行準急は最終電車で毎日運転）。
- 鴨東線開業後の1989年以降は、淀屋橋駅 - 出町柳駅間の急行（守口市駅・枚方公園駅にも停車）と淀屋橋駅 - 三条駅間の普通が運転されるようになった。3時台頃までは急行は10分間隔、普通は20分間隔が基本であった。
- 2007年は一部変更され、淀屋橋駅 - 出町柳駅間の急行・普通が15 - 20分間隔での運転となり、急行が減便されたものの、普通が出町柳駅まで延長運転された。
- 中之島線開業後の2008年 - 2010年は、淀屋橋駅 - 出町柳駅間の急行を20分間隔、普通を中之島駅 - 出町柳駅間で20分間隔、1 - 3時台には樟葉駅 - 三条駅間の区間運転の普通を20分間隔で運行した。
- 淀屋橋発の特急は2002年までは0:40 - 0:50発が最終となる延長運転を行っていたが、枚方市駅・樟葉駅に停車開始後の2003年以降は0:00発、2006年以降は23時台発に短縮されている。
- 2020年と2021年の大晦日については、終夜運転を行わない[34][35]。

##### 正月ダイヤ
元日の10時から1月3日の終電にかけて「正月ダイヤ」を実施している。初詣需要に対応し、日中を中心に急行が出町柳駅発着で運転され、特急・急行・普通の3本立てとなる。2022年より各種別15分間隔での運転となり、従来出町柳駅の容量の都合で日中は三条駅折り返しとなっていた普通（中之島発着）が出町柳駅まで延長された。2013年までは各種別10分間隔、2014年 - 2021年は同12分間隔であった。
正月ダイヤにおける各種別の運行形態は以下のとおりである。
快速特急「洛楽」
午前から12時台にかけて淀屋橋発出町柳行き5本、夕方に出町柳発淀屋橋行き4本をそれぞれ30分間隔で運転する。原則8000系または3000系（2代）での運転で、正月ダイヤ期間限定で干支が描かれた「初詣 洛楽」ヘッドマークを掲出する。
特急
原則8000系または3000系（2代）での運転である。一般車による特急は、15分間隔化に伴い大幅に減少している。
快速急行
新設以来正月ダイヤでの設定はなかったが、2022年より早朝・深夜の急行の一部と、夕方以降の淀屋橋発樟葉行き急行を置き換える形で設定されるようになった。一部列車で「プレミアムカー」を営業する。
急行
香里園駅（成田山不動尊）、石清水八幡宮駅（石清水八幡宮）、伏見稲荷駅（伏見稲荷大社）、神宮丸太町駅（平安神宮）など、急行停車駅に有名寺社の最寄り駅が多く、日中は特急と共に出町柳駅発着で運転される。2022年より、15分間隔化と3000系へのプレミアムカー連結に伴い、一部列車で「プレミアムカー」を営業するが、急行停車駅発着のプレミアムカー券は事前にインターネットで購入する必要がある。
準急
朝と夜のみの運転で、日中は運転されない。
区間急行
午前中を中心に設定されるが、運転本数は少ない。
普通
日中は全て中之島駅発着で運転され、淀屋橋駅発着は少ない。
正月ダイヤの日中には、萱島駅発着列車の設定がないため、淀屋橋駅 - 萱島駅（寝屋川車庫）間に、乗務員輸送用の回送列車が設定される。
なお、京都競馬の京都金杯の開催時には、正月ダイヤまたは平日ダイヤにおいて競馬関連の臨時列車が運転される珍しい事例が見られることがある。
過去の運行概要は以下のとおりであった。
- 1960年代前半頃までは、日中は特急を運休とした上で、天満橋駅 - 三条駅間の20分間隔の定期急行の間に臨時急行を2本運行し、平均6分40秒間隔で運転した。臨時急行のうち1本は守口駅・寝屋川市駅にも停車したほか、全便伏見桃山駅にも臨時停車した[36]。
- 1960年代後半頃では、特急が運行されるようになった上で、20分間隔の定期急行の間に臨時急行を2本運行し、平均6分40秒間隔で運転した。さらに必要に応じ臨時特急を増発した[37]。
- 特急用の車両は2003年以前は予備車を含めてフル運用に入り、賄いきれなくなった運用に9000系が入る程度だった。さらに9000系登場以前は一般車が特急の運用に入ることもあった。一般車（6000系以降の車両を除く）の運用の中には1983年（6000系7連車登場前）までは真正面に特急のシンボルマーク（鳩マーク）を掲げて運転していたこともあり、特に1900系の使用頻度が多かった。
- 1980年以前は、急行は当時、日中のみの停車であった寝屋川市駅・枚方公園駅に加え、通常ダイヤでは通過していた守口市駅にも停車していた[38][注釈 18]。
- 鴨東線開業後の1990年から数年間と2004年は、午後時間帯に出町柳駅発着の特急と三条駅発着の特急を交互に運行していたことがあった。夕刻に20分間隔で三条発の臨時特急がさらに増発されることもあった。
- 中之島線開業までは長らく、昼間は特急と急行が淀屋橋駅 - 出町柳駅（1989年までは淀屋橋駅 - 三条駅）間、普通は淀屋橋駅 - 三条駅間で運転されていた。2003年まで存在した三条駅発着の宇治線直通普通列車は宇治線内での折り返し運転となった。
- 中之島線開業後の2009年 - 2011年は、特急が淀屋橋駅 - 出町柳駅間、急行が淀屋橋駅（3本に1本の割合で中之島駅） - 出町柳駅間、普通が中之島駅（3本に1本の割合で淀屋橋駅） - 三条駅間で運転された。
- 2012年は以前と比べて早朝・夜間に特急が増発された。
- 2014年からの正月ダイヤでは、午前に淀屋橋発出町柳行き、夕方に出町柳発淀屋橋行きのノンストップ特急（列車種別は快速特急）「洛楽初詣」（2015年以後は「洛楽」）が運行された一方、日中の特急・急行・普通は12分間隔の運転となった[12][13]。

#### 大文字五山送り火
大文字五山送り火のある毎年8月16日は、土曜日・日曜日にならない限りは原則として平日ダイヤの運転となる。
2008年までの実績では、夕方以降の急行（樟葉発着も含む）は出町柳まで運転された。一方で出町柳発着の普通の一部は三条での折り返し運転とした（出町柳発着に8両編成の列車を集約させるため）。また20時以降はK特急や急行を中心に臨時列車が運転された。2009年以降は混雑する時間帯に出町柳駅発の樟葉行きの臨時急行を増発している。出町柳駅の今出川口については混雑緩和などのために営業時間を延長（21:30まで）する。

#### 特別ダイヤ
行楽シーズンを中心に土休日ダイヤが変更され、特別ダイヤで運行される。特別ダイヤ実施期間中、快速特急「洛楽」が午前中に出町柳行きが、午後に淀屋橋行きが運転される。午前の快速特急「洛楽」出町柳行きが運行される時間帯には淀屋橋発の快速急行出町柳行きが運行され、枚方市駅で待避する。特定の日を除き、淀駅にも臨時停車する。一部の急行が準急が変更されるほか、淀屋橋駅 - 枚方市駅間の準急（夕方は中之島駅 - 枚方市駅間の普通）が運行され、一部の列車の連絡や通過待避のパターンが変更される。ダイヤは公式サイト上や各駅で公表される。午前中の出町柳行きの快速特急洛楽・特急・快速急行は「貴船・鞍馬連絡」・「大原連絡」・「比叡山連絡」として運転される列車が設定されている。
この特別ダイヤは、2003年の10月から11月に掛けてと2004年5月2日に実施された「休日特別ダイヤ」が前身であるが、2014年に「春の（または秋の）特別ダイヤ」として再開され、原則として3月下旬から5月上旬と10月、11月の全休日に（2015年のみ9月中旬より実施）実施していた。

#### その他
上記以外にも祇園祭、宇治川花火大会、天神祭など沿線祭事時には、夜間を中心に臨時列車が運転（または定期列車の運転区間が延長）される。また、行楽シーズンには淀屋橋駅・天満橋駅 - 三条駅・出町柳駅間に臨時特急が運転されることがあった。
比較的臨時列車の多い路線であるが、近年は減便傾向にある。臨時種別標識（「臨」円板）は、2003年9月6日改正以降、臨時特急のみの掲出となったほか、行先表示器のLED化に伴い「臨時特急」などの表示が可能となり、掲出の機会が少なくなっている。前述の祭事時などには特急車（2扉車）で運転の特急を3扉車に差し替えたり、特急車を準急や臨時急行などに充当のうえ入庫させたりする場合があった。

### 過去の列車種別

#### K特急
京阪本線のかつての最優等種別。2003年9月6日のダイヤ改正で新設された（運転開始は8日から）。
平日朝・夕方・夜間のみ運転される種別で、ダイヤ・停車駅ともに同改正前の特急を踏襲し、淀屋橋駅 - 出町柳駅間で運転され、朝の淀屋橋行きは枚方市駅にも停車した。朝ラッシュ時には1号車（出町柳方先頭車）に女性専用車両が設定されたほか、一部の列車は3扉車で運転され、特に最混雑時間帯の淀屋橋行きは特急車（2扉車）の充当が避けられていた。夕ラッシュ時には丹波橋駅で急行と連絡していた。
また、平日朝ラッシュ時には交野線私市駅発淀屋橋行きK特急「おりひめ」が2本運転されていた（後述）。
K特急の名称は中之島線開業に伴う2008年10月19日のダイヤ改定で廃止され、夕方の上りK特急が快速特急に改称された以外は特急に変更、「おりひめ」は通勤快急に変更された。

#### 旧・快速特急
京阪本線上りのかつての最優等種別。2008年10月19日のダイヤ改定で、K特急から改称され新設された（運転開始は20日から）。停車駅はK特急と同じで、特急車（8000系）により平日夕ラッシュ時の淀屋橋発出町柳行きのみ運行された。京橋駅の発車メロディは「朝靄の京橋で乗り換え」が使用された。
臨時列車では、2011年に「さくらエクスプレス」「わかばエクスプレス」として淀屋橋発出町柳行きが2本運転されたほか、「光のルネサンス号」として出町柳発中之島行きが運行された実績がある（下りの快速特急が運転されたのはこの時のみ）。
2011年5月28日のダイヤ変更で廃止となり、全列車とも特急に変更された。

#### 深夜急行
深夜急行は、大阪府内郊外主要駅の最終帰宅需要に特化した種別として、2008年10月19日のダイヤ改定で設定された。淀屋橋駅0時20分発樟葉行き1本（8両編成）のみ設定されていたが、2021年4月30日の終電繰り上げ以降運休となり、同年9月25日のダイヤ変更以降も運行されなくなったのち、2023年8月26日のダイヤ変更で正式に廃止された。京橋駅を出ると普通や準急との連絡はなく、樟葉着は0時49分であった。停車駅は急行から守口市駅・枚方公園駅を除いたもの（通勤快急と同じ）であった。大晦日ダイヤでは出町柳行き急行に差し替えられるため、樟葉駅以北の運行はなかった。日本の鉄道において「深夜急行」の種別を運行しているのは当路線のみであった。現行ダイヤでの樟葉駅までの最終列車の役割は、淀屋橋駅0時発の快速急行が担っている。

#### 旧・区間急行
1938年の設定当時は天満橋駅 - 枚方東口駅（現在の枚方市駅）間で運行され、停車駅は蒲生駅（現在の京橋駅）・門真駅（現在は廃止）・萱島駅・寝屋川駅（現在の寝屋川市駅）・香里園駅・枚方駅（現在の枚方公園駅）であった。種別としては準急よりも下位であるが、当時準急停車駅であった守口駅（現在の守口市駅）を通過していた点が特徴である。戦争中に一旦廃止となり、戦後1947年に運行を再開している。その後、現在の停車駅（片町駅にも停車）となり、1960年のダイヤ改正でそれまで運行されていた京橋駅 - 守口駅間通過の普通に統合され、昼間時にも運転されるようになった。

#### A急行（途中駅折返急行）
1952年、混雑時に天満橋駅 - 枚方市駅間で運行されていた急行を、枚方公園駅以北を各駅停車とする形で八幡町駅・深草駅まで延長した。この急行は列車番号の頭に「A」が付けられていたことから「A急行」とも呼ばれ（案内上は単に「急行」）、運行標識板は白地に赤で縁取りされた、赤字で「急」と書かれたもの（両サイドに行先を表記）で、後年設定される樟葉始発の急行（ただし停車駅は全線通しの急行と同様）と同様のものであった。
1964年当時は朝ラッシュ最ピーク時に主に枚方市駅 - 淀屋橋駅間で（この時の区間急行は一部を除き香里園駅・萱島駅・守口駅始発）、夕方以降に淀屋橋駅 - 八幡町駅（入庫列車は深草駅）系統を中心に運行していた。A急行と準急の停車駅の差は、豊野駅（1963年廃止）と光善寺駅のみで、1969年の京橋駅移転によるダイヤ改正で準急と統合して廃止された。

#### 京都側の準急
1989年9月27日から2003年9月5日まで運転されていた種別で、朝と夕方のラッシュ時や夜間を中心に運転されていた（運転区間：出町柳駅 - 淀駅・樟葉駅間、停車駅：出町柳駅 - 七条駅間の各駅・伏見稲荷駅・丹波橋駅・中書島駅 - 樟葉駅間の各駅）。
この列車の前身は三条から宇治線に直通していた急行であり、その名残りで当初は夕方ラッシュ時に樟葉行きのみを5両編成中心に運転していた。その後、1991年6月1日のダイヤ改正で朝ラッシュ時の淀発出町柳行きと夜間に淀行きが追加されたのち、2000年のダイヤ改正で夕方ラッシュ時の出町柳駅 - 樟葉駅間の列車は普通に格下げされ、同時に7両編成も登場した。2003年9月6日のダイヤ改正で、萱島駅以北各駅停車に改められた（1989年以前の形に戻った）ため、出町柳駅 - 淀駅間の準急は急行に変更された（この急行は淀駅に停車する）。
なお、大阪方面からの準急は1937年の種別設定当時は枚方東口駅（現在の枚方市駅）以北、戦後の運行再開後しばらくの間は中書島駅以北で通過駅があった（1950年から1952年は「直行」を名乗った）。1987年改正以後は、準急は淀屋橋駅 - 淀駅間のみ設定されていた。また、2003年9月の改正までは大阪方面の準急は淀駅以北には直通しなかったので、この期間は、淀屋橋駅 - 樟葉駅（一部淀駅、枚方市駅）間と、出町柳駅 - 樟葉駅・淀駅の2系統の準急がある状態であった。

#### 奈良電気鉄道・近鉄京都線直通の急行・準急
1968年まで丹波橋駅 - 三条駅間に奈良電気鉄道（1963年以降は近鉄京都線）直通の急行・準急・普通が運転されていた（急行は1956年頃までおよび、1967年からの設定）。奈良電気鉄道・近鉄の車両が使用され、停車駅は1957年までの準急は各駅停車、それ以外は急行・準急とも京阪間直通の急行と同一であった。詳細は「奈良電気鉄道#京阪神急行電鉄・京阪電気鉄道との直通運転」を参照。

#### 普通（通過駅あり）
太平洋戦争中の1944年2月5日より、混雑時の京阪間直通の普通列車は蒲生駅（現在の京橋駅） - 守口駅（現在の守口市駅）間を通過とされた。この措置がいつ解除になったかは不詳である。その後、1956年、天満橋駅 - 三条駅間直通の普通列車（早朝および夕方 - 夜間の一部を除く）については当時の複々線区間である京橋駅 - 守口駅間が通過となった。この区間の各駅については枚方市駅（一部は豊野駅）折り返しの普通列車が停車する形になっていた。この2つの普通は案内の上では特に区別されず、どちらも「普通」であったが、角型運行標識板中の行き先の周りを赤枠で囲ったものが使用されていた。
1960年のダイヤ改正で直通列車を各駅停車に、枚方市駅折り返し列車を京橋駅 - 守口駅間通過に入れ替え、上記の「区間急行」に統合された。これにより、部内では「直行」とも称された、通過駅のある普通列車は廃止された。

#### 交野線直通列車 「おりひめ」・「ひこぼし」
2003年9月のダイヤ改正で、平日朝に交野線・私市駅発淀屋橋行きK特急「おりひめ」、夕方に天満橋発私市行き準急「ひこぼし」として新設され、交野線のホーム有効長の関係上、5両編成で運転された。2008年10月改定（中之島線開業）で中之島発着となり、「おりひめ」は通勤快急に、「ひこぼし」は深夜時間帯に運転の快速急行に変更された。末期は共に1列車のみとなり、2013年3月のダイヤ変更で廃止された（京阪特急の記事も参照）。

#### 貨物列車
貨物運輸は1913年（大正2年）7月4日に開始され、1937年（昭和12年）6月時点のダイヤでは塩小路駅 - 天満橋駅間に定期貨物電車が3往復、不定期が3往復、塩小路駅始発で中書島駅から宇治線へ乗り入れ往復後に天満橋駅に向かう列車が1本設定されていた。戦後も1946年（昭和21年）2月時点で1日2往復、1953年（昭和28年）9月には1往復の定期貨物電車が運行されていた。この当時は、塩小路通りの踏切を超えたところで一旦停車、バックして駅構内に入り、大阪天満橋へは一度三条駅まで北上してから折り返して運用された。1955年（昭和30年）6月25日、貨物輸送は廃止され貨物専用駅の塩小路駅も廃駅となった。

## 歴史

### 概要

#### 創業時の展開
計画時、大阪側は本来高麗橋を起点とする予定が、大阪市の圧力で天満橋駅に変更を余儀なくされ（「市営モンロー主義」を参照）、それ以来大阪中心部への乗り入れは京阪の悲願となる。
建設当初は阪神電気鉄道とともに大阪市電への乗り入れも計画していたが、車体規格の問題などで大阪市が難色を示しお流れとなった。その後、戦前には新京阪線（後述）との総合ターミナル駅建設による梅田への乗り入れ計画も立てられたが果たせず（「京阪梅田線」を参照）、開業から半世紀余りを経た1963年4月16日にようやく地下線で淀屋橋への乗り入れを果たした。
京都側も五条（現・清水五条） - 塩小路駅間が住宅密集地で用地確保に難航し、塩小路駅を起点にした営業開始も検討された。そこに京都市から鴨川と琵琶湖疏水の間の堤防上に軌道設置の提案があり、しかも市電用に取得した特許の譲渡を持ちかけられた。塩小路 - 五条間を報償金5万円、五条 - 三条間を報償金47万円で譲り受け、まず五条駅までが建設された（詳細は「京阪60型電車」を参照）。
伏見の深草地区では陸軍第十六師団の演習の支障を防ぐためとの理由で深草駅（現在の龍谷大前深草駅） - 藤森駅間にあった第一軍道 - 第三軍道は開業時から道路が京阪本線の線路を跨ぐ形で立体交差化された（現在、第十六師団駐屯地跡は聖母学院、龍谷大学、京都府警警察学校、京都教育大学などになっている）。
このほか、淀川水系の洪水対策で宇治川や木津川が付け替えられたために橋梁の位置の変更、軟弱な地盤などで軌道敷設許可から建設までには10数か所に及ぶ設計変更やルート変更が行われ、1908年9月全線の青写真が完成。同年10月から4工区に分けて随時着工され、翌1909年4月には網島工場・車庫も着工、6月には鉄道線に電気を供給する火力発電所を毛馬の閘門付近に建設、枚方と伏見に変電所を着工した。
そして開業した京阪線は、適用法規（軌道条例、後に軌道法）の関係から全区間の3分の1が併用軌道で大阪側に集中していた。また京街道の宿場を縫うように造られたためにカーブの多い路線であった。当時総務課長として線路の選定と用地買収に当たった太田光熈（のちに社長）の回想では、これでも当局や取締役の岡崎邦輔を介した政府筋への運動により、当初の特許から「併用道路を三分の一に減じて貰」った結果であったという。
1910年4月1日が開業日となるはずであったが、直前の守口変電所での変圧器の火災などで開業が15日延期された。ようやく開業にこぎつけた4月15日当日も車両故障が発生して始発電車から立ち往生する事態となり、当時の新聞にも酷評されるなど散々な目に遭った。このため、18日までの3日間は運賃を半額にするという今では考えられないサービスで汚名返上に努めた。

#### 急行電車の運転
天満橋駅 - 五条駅間の所要時間は開業当初1時間40分で、7月から1時間30分に、大正時代に入った1912年には1時間20分まで短縮した。さらなる所要時間の短縮を狙い、1914年には日本初となる急行電車の運転を開始した。当初は深夜の運転で天満橋駅 - 五条駅間をノンストップで走り1時間で結ぶことに成功。翌1915年からは日本で初めて自動閉塞信号機を導入し、日中にも運転時間帯を拡大した。三条延伸開業後は途中、四条駅（現在の祇園四条駅）のみ停車となったが、天満橋駅 - 三条駅間の所要時間は1時間で変わらなかった。1916年からはこの急行を最急行に格上げし、主要駅停車の急行を新設した。ただし、最急行は改称後4か月で廃止されている（「京阪特急#前身」も参照）。
1917年（大正6年）、この年は京阪本線にとって最悪の1年となった。元日午後3時3分、枚方駅（現在の枚方公園駅）で停車中の普通電車に急行電車が追突、普通電車は200mも押し出され、急行電車は脱線した。事故原因は「急行電車の運転士が御屠蘇を飲んでの飲酒運転に因る前方不注意」であった。1月17日の早朝には深草車庫から出火し、客車15両・営業貨車1両・土木貨車3両と検車庫・工場・事務所を焼失した。南海鉄道より路面電車4両を借りたほか、名古屋電車製作所に車体を発注し、3月末から4月にかけて、焼け残った足回りと組み合わせた6両が到着した。さらに、同年9月25日からの「大正大水害」と呼ばれる豪雨による洪水で、10月1日に枚方東口駅 - 樟葉駅間・淀駅 - 中書島駅間で堤防が決壊し、軌道浸水・軌道流失・軌道閉塞。中書島駅西側の伏見変電所も浸水して機能停止し、枚方東口より京都側は運転不能となった。すぐに復旧工事に入るも、同月10日に再度水害に見舞われて修復が遅れ、同月11日に中書島駅 - 三条駅間、14日に淀駅 - 枚方東口駅間が運転再開、18日午前11時に淀駅 - 中書島駅間が仮復旧し、全線の運行が再開された。
昭和となった1927年には、小田急電鉄に先駆けて日本の鉄道車両で初めて「ロマンスカー」と称した初代600型を登場させ、急行に充当した。併せて、この時期には併用軌道の専用軌道化、守口駅 - 野江駅間の複々線化・立体交差化などの路線の改良、天満橋駅の改築、宇治川・木津川に架かる鉄橋の架け替えなど、後の京阪の発展につながる設備投資が重ねられた。
1922年には新京阪鉄道を設立、1928年に新京阪線（現在の阪急京都本線）天神橋筋六丁目駅 - 西院駅間を開通させた。戦中に京阪神急行電鉄（1973年に阪急電鉄と改称）に統合され、戦後の1949年に新京阪線を阪急に残した形（同時に京都本線と改称）で京阪電気鉄道として再発足した。大阪大空襲からの復興・疎開の影響による京阪間移動需要の急増を踏まえて、1950年7月には急行の所要時間を戦前と同水準とし、さらに9月には特急の運転を開始した。

#### 戦後における都心部への延伸と輸送力強化
終戦直後の1945年から1968年まで奈良電気鉄道線（現在の近鉄京都線）との相互直通運転も行っていた。直通運転の解消は京阪側の1966年の蒲生信号所での追突事故を受けてのATS設置・近鉄京都線の架線電圧1500V昇圧・近鉄と京阪双方の列車本数の増加に丹波橋駅の規模では対応できなくなった。などが原因と言われている（「奈良電気鉄道#京阪神急行電鉄・京阪電気鉄道との直通運転」も参照）。
また1952年に大和田駅から森ノ宮駅の間10.8kmの別線の特許を申請したり、1971年に表明した京都市伏見区三栖から分岐する「第2京阪線」の構想や、寝屋川信号所 - 交野駅（現・交野市駅）（約7km）の新線計画など、本線のバイパスとなる路線を立案したことがあったが、いずれも具体化せずに終わっている。
1960年代から70年代にかけ京阪電鉄の開業時からの悲願ともいえる天満橋駅 - 淀屋橋駅間の地下線での延長、天満橋駅 - 蒲生信号所間の高架化と複々線化、「くずはローズタウン」の開発に合わせた樟葉駅の移転、土居駅 - 寝屋川信号所間の高架複々線化事業着工などの大規模工事が次々と行われた。
架線電圧の1500Vへの昇圧について1959年に検討された際には、「1975年の輸送量が1959年の200パーセントになると仮定しても、600V電圧・7両連結で対応できる」と昇圧を見送ったが、1963年の淀屋橋地下延長線竣工後、予想をはるかに上回る利用客増加により、1965年には1959年の2倍の輸送量となった。1968年に昇圧の準備工事を開始し、1969年4月の重役会で正式に1500Vへの昇圧が決定した。当初は京都市内が地下化され路面電車との平面交差のなくなる1981年頃の実施が予定されていたが、1973年と1978年の2度のオイルショックの影響で工事費が暴騰したことと輸送量の伸びが鈍化したことで1982年頃へと先送りされ、さらに繰り下げられた。準備から15年の歳月と250億円もの費用をかけて1983年12月4日に1500Vへ昇圧を果たした。1500V化は当時の大手私鉄14社では最後である。
これは、前述の京都市電・大阪市電（いずれも架線電圧600V）との平面交差が4か所残っていたことに加えて、京津線80型の回生制動から発生する余剰電力を三条駅の変電所を通して京津線から京阪線へ両線の軌道分断後も再送電していたことなども影響している。
1978年に東福寺駅以南が軌道法に基づく軌道から当時の地方鉄道法に基づく地方鉄道に変更された。地下化工事が計画され翌1979年着工された東福寺駅 - 三条駅間は川端通の建設と京阪線地下化工事を一体化して進めるため、軌道のまま残されたが、地下化後の2013年12月20日許可で鉄道に変更されている。鴨川と琵琶湖疏水に挟まれた堤防上を走っていた同区間は1987年に地下化された。が同年7月15日集中豪雨のため四条駅北側で鴨川へ流れこむ白川の仮設堤防が決壊して川の水が地下線に流れ込み五条駅が浸水し地下区間が終日運休した。翌1988年5月に地下化に伴う付帯工事がすべて竣工。川端通が開通して、浸水事故の恐れはほぼ無くなった。
土居駅 - 寝屋川信号所間の高架複々線化工事が最終段階にかかっていた1980年2月20日の枚方市駅 - 御殿山駅間で置き石による電車脱線事故（京阪電気鉄道置石脱線事故）が発生し、以後地上区間では不法侵入防止の柵がほぼ全区間にわたって設けられた。この事故後、枚方市付近の高架化工事が本格化。枚方市駅は1993年に高架化工事は竣工した。つづいて寝屋川市駅の高架化計画が進められ、寝屋川市駅舎部分に仮線を引く用地が無く京阪で初めて直上高架方式が採用され、2002年に高架化工事が竣工した。これにより淀屋橋駅 - 寝屋川市駅間は寝屋川車庫への出入庫線を除き立体交差化された。
さらに淀駅が高架化され、現在も大阪府下で高架改良計画があるが、110km/h走行が可能となった区間は複々線の土居駅 - 野江駅間のA線（内側線）の速度制限なしの緩いカーブ1か所（土居駅 - 滝井駅間）を含む直線区間のみであり、100km/h以上で走行できる区間も、淀駅付近（105km/h制限）と、香里園駅 - 寝屋川市駅間の短い直線、門真市駅 - 大和田駅間のA線（半径600m級の100 - 105km/h制限カーブが連続する区間）、守口市駅構内付近大阪方（105km/h制限、ただし京都寄りにすぐ85km/h制限のカーブが存在する）などの比較的緩いカーブを含む区間のみでありきわめて少ない。大阪府内は開業時に併用軌道だったために軌道改良が行われ大半の区間で高速運転が可能となったが、北浜駅の京都側、枚方公園駅 - 枚方市駅間、橋本駅 - 木津川鉄橋間、龍谷大前深草駅 - 伏見稲荷駅間、東福寺駅 - 鳥羽街道駅間と、半径200 - 220mの60km/h制限のカーブ区間が至る所に存在し、淀川堤防上の京都府道・大阪府道13号京都守口線（旧京阪国道）と並んで走る樟葉駅 - 橋本駅間は堤防沿いに湾曲しカーブが随所に残っており、いまだ「京阪電気鉄道カーブ式会社」と揶揄されることもある。

### 年表

#### 明治
- 1906年（明治39年）8月25日：京都 - 大阪間の軌道敷設の特許を取得。
- 1908年（明治41年）9月30日：建設工事発注、10月より4工区に分けて随時着工。
- 1910年（明治43年）
  - 3月：天満橋駅 - 五条駅（現在の清水五条駅）間の軌道敷設完了。
  - 4月15日：天満橋駅 - 五条駅（現在の清水五条駅）間が開業。
  - 6月20日：桃山駅（現在の丹波橋駅）が開業。
  - 9月26日：御召列車用の臨時駅として淀駅 - 中書島駅間に宇治川駅が開業。淀川沿岸での陸軍工兵特別大演習台臨のため、皇太子が五条駅 - 宇治川駅間を乗車[54]。28日廃止。
  - 9月27日：皇太子が五条駅 - 宇治川駅間を往復乗車[55]。
  - 9月30日：御召列車用の臨時駅として枚方東口駅 - 牧野駅間に牧野村坂駅が開業。皇太子が五条駅 - 牧野村坂駅間を往復乗車[55]。翌10月1日廃止。
  - 10月4日：皇太子が五条駅 - 守口（臨時）駅間を往復乗車[54]。
  - 12月15日：光善寺駅が開業。京橋駅（初代、実際の京橋付近にあった）廃止。
  - 12月16日：稲荷駅を深草駅（現在の龍谷大前深草駅）に、稲荷新道駅を稲荷駅に改称。
- 1911年（明治44年）9月1日：橋本駅 - 八幡駅（現在の石清水八幡宮駅）間の土砂崩れ復旧工事区間で単線運転中に正面衝突事故発生。共に運転士は即死、ほか死傷者多数[56]。

#### 大正
- 1913年（大正2年）
  - 4月26日：大仏前駅が廃止。
  - 4月27日：七条駅が開業。
  - 5月10日：野江駅 - 森小路駅間に臨時駅の大宮駅が開設。
  - 7月29日：桃山駅を丹波橋駅に改称。
- 1914年（大正3年）5月15日：最終列車としてノンストップの急行を運行開始。
- 1915年（大正4年）
  - 4月1日：日本で初めて色灯三位式自動閉塞信号機を導入。朝夕の通勤時間に急行が2往復ずつ運行開始。
  - 10月27日：五条駅 - 三条駅間延伸開業。急行は四条駅（現在の祇園四条駅）に停車とする。
  - 11月11日：伏見駅を伏見桃山駅に改称。
- 1916年（大正5年）
  - 4月1日：従来の急行を最急行に改称、主要駅停車の急行を24分間隔で運行開始。
  - 8月1日：最急行を廃止。
- 1917年（大正6年）
  - 1月1日：枚方駅（現在の枚方公園駅）15時・運転士の飲酒運転による追突事故発生。重軽傷者43名。
  - 1月17日：午前4時50分深草車庫で火災発生・1形車両15両、電動貨車など4両の19両焼失。
  - 9月26日 - 10月10日：「大正大洪水」中書島駅 - 淀駅間の三栖堤防決壊（中書島駅西の伏見変電所が浸水で使用不能）・牧野駅 - 枚方東口駅（現・枚方市駅）にかけての区間で堤防決壊で浸水などで枚方東口駅以北不通に。同月18日仮復旧・全線で運転再開[57]、11月24日復旧工事竣工[58]。
- 1918年（大正7年）
  - 3月1日：守口車庫開設。網島車庫から移転。
  - 12月1日：塩小路駅の旅客営業が廃止され、貨物専用駅になる。
- 1920年（大正9年）
  - 6月15日：大宮臨時駅が廃止。
- 1922年（大正11年）
  - 3月23日：寝屋川駅 - 香里駅間に運動場前駅開業。当初は京阪グラウンドの催事のみ開設の臨時駅だった。
  - 11月12日：運動場前駅を常時開設の普通駅とする。
- 1924年（大正13年）：10月1日 2両連結運転を開始。

#### 昭和
- 1926年（昭和元年）：一部車両の集電装置にパンタグラフを採用[59]。トロリーポール式と混在するようになった。
- 1927年（昭和2年）5月3日：宇治川・木津川両橋梁の架け替えを完了（旧橋梁は枚方大橋へ転用）。
- 1928年（昭和3年）7月12日：樟葉駅 - 橋本駅間の併用軌道1.856kmを国道1号線改良工事に伴い専用軌道化。
- 1929年（昭和4年）5月25日：御殿山駅が開業。
- 1930年（昭和5年）10月1日：香里駅が急行の停車駅になる。
- 1931年（昭和6年）
  - 7月19日：伏見稲荷駅南側の京都市電稲荷線との平面交差で衝突事故。
  - 7月21日：門真駅 - 萱島駅間の併用軌道3区間2.5kmと、香里駅 - 枚方駅間の併用軌道1.5kmなど7区間を専用軌道化
  - 10月14日：蒲生駅（現在の京橋駅）- 守口駅（現在の守口市駅）間（通称『野江の七曲がり』）を直線化し専用軌道化。現在の野江駅 - 土居駅付近が高架化。野江駅・関目駅・新森小路駅・森小路駅・滝井駅開業。旧線の野江駅・森小路駅廃止。
  - 12月28日：森小路駅を森小路千林駅に改称。
- 1932年（昭和7年）
  - 2月10日：蒲生駅を城東線京橋駅近く[注釈 28]に移転。
  - 3月30日：天満橋駅の改築工事が竣工。
  - 6月14日：土居駅が開業。
  - 9月：集電装置をトロリーポールからパンタグラフへ変更[60]。
  - 10月4日：大和田駅が開業。
  - 10月15日：京阪線全車両のパンタグラフ化を完了[61]。
  - 12月：守口変電所・伏見変電所に各1000kWの蓄電池が設置、使用開始[62]
- 1933年（昭和8年）12月29日：蒲生信号所 - 守口駅間複々線化。当時私鉄最長。
- 1934年（昭和9年）
  - 3月15日：天満橋駅 - 枚方東口駅間に区間急行を新設。
  - 4月2日：京津線との直通列車「びわこ号」運転開始（戦時中消滅）。
  - 6月1日：蒲生駅が急行の停車駅になる。
  - 7月2日：伏見稲荷駅南側の京都市電稲荷線との平面交差で衝突事故、市電側に死傷者20名以上[注釈 29]。
  - 9月21日：室戸台風が関西を来襲、守口車庫の検車庫など50棟以上が全半壊するなど大きな被害を受ける。同月24日運転再開[63]。
- 1935年（昭和10年）
  - 6月29日：鴨川水害で、三条駅 - 七条駅間で路盤流失・プラットホームの倒壊などの大きな被害を受ける[注釈 30]。三条駅-深草駅間が運休、7月1日七条駅以南運転再開[64]・7月3日全線運転再開[65]
  - 8月11日：宇治川氾濫、堤防決壊などで中書島 - 枚方東口間が不通、同月13日運行再開[64]。
- 1936年（昭和11年）4月1日：準急の運行を開始。当時の停車駅は急行停車駅と守口駅・枚方駅・橋本駅・淀駅。
- 1938年（昭和13年）
  - 1月11日：夕方ラッシュ時に区間急行（現在とは停車駅が異なる）の運行を開始。
  - 4月1日：香里駅を香里園駅に改称。3両連結運転開始（朝夕のラッシュ時）。
- 1939年（昭和14年）
  - 3月1日：枚方の陸軍弾薬庫の爆発事故で香里園 - 樟葉間で運転不能、同月4日20時より枚方・枚方東口・御殿山・牧野を通過で運転再開、3月6日午前11時より平常ダイヤで運転再開[66]。
  - 12月25日：八幡駅を石清水八幡宮前駅に、稲荷駅を稲荷神社前駅に改称。
- 1941年（昭和16年）9月1日：師団前駅を藤森駅に改称。
- 1942年（昭和17年）4月1日：新森小路駅を森小路駅に、森小路千林駅を千林駅に改称。
- 1943年（昭和18年）
  - 1月20日：運動場前駅を豊野駅に改称。
  - 10月1日：会社合併により京阪神急行電鉄（阪急電鉄）の路線となる。
- 1944年（昭和19年）
  - 2月5日：五条駅の急行・準急停車および橋本駅・枚方駅（現在の枚方公園駅）の準急停車を廃止。森小路駅が区間急行の停車駅になる。京阪間直通の普通列車については混雑時に守口駅 - 蒲生駅間の旅客取扱を停止[67]。
  - 7月16日：深草駅・墨染駅・丹波橋駅・寝屋川駅・門真駅が急行・準急の、守口駅が急行の停車駅になる。三条駅 - 宇治駅間の直通列車の運転を中止[68]。
- 1945年（昭和20年）
  - 6月7日：空襲で天満橋駅、天満橋運輸事務所、同保線事務所が全焼[69]。
  - 6月26日：空襲で滝井駅付近の線路が被災[70]。
  - 8月14日：空襲で野田橋駅が全焼[70]。
  - 9月15日：土居駅・古川橋駅・豊野駅・鳥羽街道駅・五条駅が休止[70]。
  - 11月7日：古川橋駅の営業再開[70]。
  - 12月21日：奈良電気鉄道（現在の近鉄京都線）の電車が丹波橋駅から三条駅まで乗り入れ開始[70]。
- 1946年（昭和21年）
  - 2月15日：戦争末期に運行を中止した急行の運行を再開。20分間隔で運行、枚方東口駅 - 丹波橋間は各駅停車で三条駅 - 天満橋駅間82分。このとき深草駅・墨染駅・門真駅・守口駅は通過駅に戻る[71]。
  - 5月2日：五条駅の営業再開[70]。
  - 5月11日：鳥羽街道駅の営業再開[70]。
  - 7月21日：天満橋駅の戦災復旧工事が終了[70]。
- 1947年（昭和22年）
  - 2月5日：豊野駅の営業再開[70]。
  - 3月11日：土居駅の営業再開[70]。
  - 4月1日：京阪線の電車も丹波橋駅から奈良電気鉄道京都駅まで乗り入れ開始[70]。宇治駅 - 奈良電京都駅間1両編成で30分毎。急行停車駅が整理され御殿山駅・牧野駅・樟葉駅・橋本駅・淀駅を通過、三条駅 - 天満橋駅間79分に短縮、15分間隔に増発。
- 1948年（昭和23年）1月1日：石清水八幡宮前駅を八幡町駅に、稲荷神社前駅を伏見稲荷駅に改称[70]。
- 1949年（昭和24年）
  - 8月1日：伏見桃山駅・寝屋川駅を急行通過に変更[72]。
  - 10月1日：蒲生駅を京橋駅に、枚方駅を枚方公園駅に、枚方東口駅を枚方市駅に改称[73]。
  - 12月1日：会社分離により京阪電気鉄道京阪本線となる。
- 1950年（昭和25年）
  - 7月1日：ダイヤ改正。急行の三条駅 - 天満橋駅間が59分と戦争前の所要時間に回復。
  - 9月1日：天満橋駅 - 三条駅間で特急の運転を開始、所要時間53分、朝の下り2本と夕方の上り2本のみ（日曜・祝日は運休）。京橋駅・七条駅・四条駅に停車。この停車駅は約50年間変わらず。
- 1951年（昭和26年）
  - 4月1日：戦後、通過となっていた伏見稲荷駅の急行停車を再開。
  - 4月2日：特急の終日運転開始。
  - 4月26日：4両連結運転開始。
  - 8月20日：寝屋川駅を寝屋川市駅に改称。
- 1952年（昭和27年）
  - 5月1日：大和田駅待避線新設、線路改良の完成や、1700系の投入などにより、ダイヤ改正。特急の所要時間を48分に短縮。併せて増発も実施し、特急は昼間は30分間隔での運転となる。
  - 6月23日：天満橋駅 - 枚方市駅間の急行を八幡町までの各駅に停車する形で延長したA急行の運行を開始。
  - 7月17日：特急に「鳩マーク」取り付け開始。
- 1953年（昭和28年）
  - 5月10日：特急が終日20分間隔での運転となる。
  - 9月25日：台風13号が関西を襲い、宇治川堤防決壊、淀駅 - 八幡町駅間の築堤流失して不通（10月1日単線で仮復旧）[74]。
- 1954年（昭和29年）
  - 2月1日：前年の台風13号での被災修復区間複線化（完全復旧は同年5月1日）[75]。
  - 4月12日：朝の天満橋から香里園の聖母女学院生徒用専用車両を連結した列車の運転開始[注釈 31]。
  - 9月3日：特急でテレビカー運行開始[76]。
  - 11月30日：天満橋駅 - 野田橋駅間0.762kmの併用軌道を専用軌道に移設。京阪本線が全線専用軌道となる。
- 1955年（昭和30年）
  - 1月1日：野田橋駅を片町駅に改称。
  - 6月25日：天満橋駅 - 塩小路駅間の貨物営業が廃止。（貨）塩小路駅が廃止。
  - 12月3日：戦後、通過となっていた八幡町駅の急行停車を再開。
- 1956年（昭和31年）
  - 3月21日：特急の所要時間を42分に短縮。天満橋駅 - 三条駅間直通の普通の京橋駅 - 守口駅間を通過とする。特急車の5両連結運転開始。
- 1957年（昭和32年）3月6日：電車としては日本初の空気バネ台車つき車両・営業運転開始（1759号車）。
- 1958年（昭和33年）
  - 8月6日：東福寺変電所の改修に伴い移動変電所を深草車庫に配置、送電開始[77]。
  - 11月17日：6両連結運転開始（天満橋駅 - 枚方市駅間の急行）。
  - 12月1日：萱島駅 - 寝屋川市駅間に寝屋川信号所開設。萱島車庫（現在の寝屋川車庫）開設に伴う入出庫線が分岐。
- 1960年（昭和35年）
  - 3月28日：ダイヤ改正。日中に新設された区間急行はスーパーカー2000系の限定運用とする（天満橋駅 - 枚方市駅間、昼間20分間隔）。同時に京橋駅 - 守口駅間通過の普通を区間急行に統合。
  - 11月28日：淀屋橋駅 - 天満橋駅間の地下線の起工式・着工[78]。
- 1961年（昭和36年）
  - 3月17日：守口変電所が建て替えられ仮運転開始（京阪初のシリコン整流器で直流化）[79]。
  - 9月16日：第2室戸台風により16時30分より全線運転停止、翌17日午後3時より運転再開[80]。
  - 10月1日：大和田変電所、運転開始[79]。
  - 12月1日：枚方公園駅に日中の急行停車を開始。
- 1962年（昭和37年）12月22日：京阪で初めて自動券売機が京橋駅・天満橋駅に設置される。
- 1963年（昭和38年）
  - 4月16日：淀屋橋駅 - 天満橋駅間が地下線で延伸開業。特急は淀屋橋 - 三条間を45分で運転。
  - 5月15日：寝屋川市駅を現在地に移設。香里園駅の橋上駅舎と待避線完成。寝屋川市 - 香里園間の豊野駅が廃止。
- 1964年（昭和39年）6月1日：萱島車庫を寝屋川車庫に改称。
- 1965年（昭和40年）11月28日：伏見稲荷駅南側の京都市電との平面交差で衝突事故、原因は信号機故障。
- 1966年（昭和41年）
  - 4月：三条変電所新設、京阪初の無人遠隔操作変電所[79]。
  - 8月3日：蒲生信号所で淀屋橋行普通に淀屋橋行急行が追突する事故が発生（京阪電車蒲生信号所衝突事故）。51名負傷。急行列車運転士の赤信号見落としが原因。これをきっかけにATS導入が図られた。
- 1967年（昭和42年）
  - 8月1日：淀屋橋駅 - 大和田駅間（複々線区間の緩行線を除く）にATS地上設備設置完了、特急列車がATS使用開始。関西私鉄初ATS設置。
  - 9月28日：大和田駅 - 三条駅間・複々線区間の緩行線にATS地上設備設置完了。
  - 12月11日：朝夕のラッシュ時に7両編成運転を開始。
- 1968年（昭和43年）
  - 2月21日：天満橋駅 - 野江駅間、高架複々線建設事業起工式が行われる。
  - 9月12日：京阪本線全列車にATS完備。
  - 12月18日：片町駅の大阪市電との平面交差、市電の廃止により消滅[51]。
  - 12月20日：丹波橋駅での近鉄京都線との相互乗り入れを廃止。近鉄・京阪の列車本数の増加・近鉄京都線の1500V昇圧化（1969年実施）・ATSのシステムの違いなどのため。
- 1969年（昭和44年）
  - 5月：蒲生変電所の回転変流器がシリコン整流器に更新、回転変流器全廃[79]。
  - 8月13日：京阪線全変電所の集中制御化工事竣工[80]。
  - 10月18日：京阪初のマルチプルタイタンパーを土木部に配備[80]。
  - 11月26日：牧野駅南側の線路を高架化、移設。
  - 11月30日：天満橋駅 - 野江駅間が経路変更。京橋駅が移転・高架化。天満橋駅 - 京橋駅間の片町駅が廃止（区間急行・普通の停車駅）。A急行を準急に統合のうえ廃止。
- 1970年（昭和45年）
  - 8月7日：淀変電所新設[79]。
  - 10月1日：蒲生信号所が廃止[80]。
  - 10月6日：香里変電所・寝屋川変電所の増設工事完成[79]。
  - 10月21日：牧野変電所新設[79]。
  - 11月1日：天満橋駅 - （旧）蒲生信号所間 (3.4km) が複々線化。寝屋川市駅に昼間時のみ急行が停車[80]。
- 1971年（昭和46年）
  - 6月20日：守口駅を守口市駅に改称。新門真駅が開業。樟葉駅付近の線路を移設し、樟葉駅に待避線・留置線が完成。樟葉駅に急行を終日停車。京阪初の自動改札機を設置。
  - 7月1日：特急に3000系（初代）を逐次導入し、運転開始。
  - 8月15日：白紙ダイヤ改正。新門真駅の開業（待避線あり）や樟葉駅（移設および待避線の新設）などの改良工事完成により、昼間の特急・急行・区間急行・普通の運転間隔を20分から15分に短縮（昼間15分間隔ダイヤは2003年まで32年間続いた）。
  - 9月10日：墨染変電所新設[79]。
- 1972年（昭和47年）
  - 2月2日：守口工場の設備を寝屋川車庫構内に移転、寝屋川工場とする。守口工場は廃止。
  - 9月17日：台風20号により五条駅 - 四条駅間の鴨川堤防が崩れ、三条行き線路が不通に。七条駅 - 三条駅間は単線で運行、特急・急行は七条駅で折り返し運用[81]。
  - 11月28日：土居駅 - 寝屋川信号所間 (5.8km) 高架複々線工事起工式。
- 1974年（昭和49年）9月1日：寝屋川市駅 - 香里園駅間で都市計画道路「池田 - 秦線」との立体交差化竣工 (800m)[82] [注釈 32]。
- 1975年（昭和50年）
  - 3月23日：新門真駅を門真市駅に改称[83]。守口市駅 - 門真市駅間の門真駅を廃止し西三荘駅が開業。西三荘駅に区間急行を停車（門真駅廃止による代替）。
  - 12月13日：旅客運賃改定。同時に淀屋橋駅 - 天満橋駅間の加算運賃廃止[84]。
- 1976年（昭和51年）
  - 9月12日：守口市駅 - 門真市駅間 (1.8km) が高架・複々線化。
  - 11月20日：京阪の駅で初めて、香里園駅に点字ブロックが設置[85]。
- 1977年（昭和52年）
  - 7月24日：門真市駅 - 寝屋川信号所間の下り線を高架化[86]。
  - 11月1日：八幡町駅を八幡市駅に改称。
- 1978年（昭和53年）
  - 3月10日：淀屋橋駅 - 東福寺駅間を軌道法に基づく軌道から地方鉄道法に基づく鉄道に変更[1]。
  - 7月30日：門真市駅 - 寝屋川信号所間が複線高架化（上り線高架化）[87]。
  - 10月1日：七条駅前での京都市電の全廃により平面交差が廃止[51]。
- 1979年（昭和54年）3月20日：東福寺駅 - 三条駅間 (2.8km) 地下化工事起工式が行われる[52]。
- 1980年（昭和55年）
  - 2月3日：門真市駅 - 寝屋川信号所間の京都行き2線化。
  - 2月20日：枚方市駅 - 御殿山駅間で三条行急行 (5554F) が置き石により脱線転覆（京阪電車置石脱線事故）。以後、沿線にフェンスが張られるようになる。
  - 3月10日：淀車庫第1期工事完成使用開始（留置両数62両）。検車業務は17日より。
  - 3月16日：門真市駅 - 寝屋川信号所間が複々線化[88][89]。再び複々線区間が日本の私鉄最長に（12km・1997年まで）。
  - 3月17日：深草車庫廃止[89]。以後は留置線として使用されたが東側の留置線1本を残し撤去された。
  - 3月23日：複々線化に伴うダイヤ改正[88]。準急が萱島駅に停車。急行が寝屋川市駅に終日停車。昼間時の急行・準急が守口市駅に停車。
  - 6月8日：守口駅下り線（大阪行き）が高架化、これにより淀屋橋駅 - 寝屋川信号所間 (14.1km) の立体交差化[注釈 2]。
- 1981年（昭和56年）
  - 2月8日：京阪線全駅で黄色の点字ブロック設置が完了。
  - 12月13日：ダイヤ改正、平日・土曜・休日ダイヤ完全分離。
- 1982年（昭和57年）3月29日：土居 - 寝屋川信号所間の複々線高架化工事竣工。
- 1983年（昭和58年）
  - 11月3日：淀車庫第2期工事完成し、留置両数138両に増加。
  - 12月4日：架線電圧を600Vから1500Vに昇圧[50]。最高速度を105km/hから110km/hに向上。
- 1984年（昭和59年）
  - 3月29日：ダイヤ改正。
  - 6月27日：弱冷房車を運用開始。特急車と6000系を除く6両編成以上の冷房車に1両が設定された（2005年に6両編成以上の全形式に拡大）。
- 1985年（昭和60年）
  - 4月22日：ダイヤ改正、朝夕のラッシュ時に淀屋橋駅 - 樟葉駅間で8両編成の急行が運転開始。

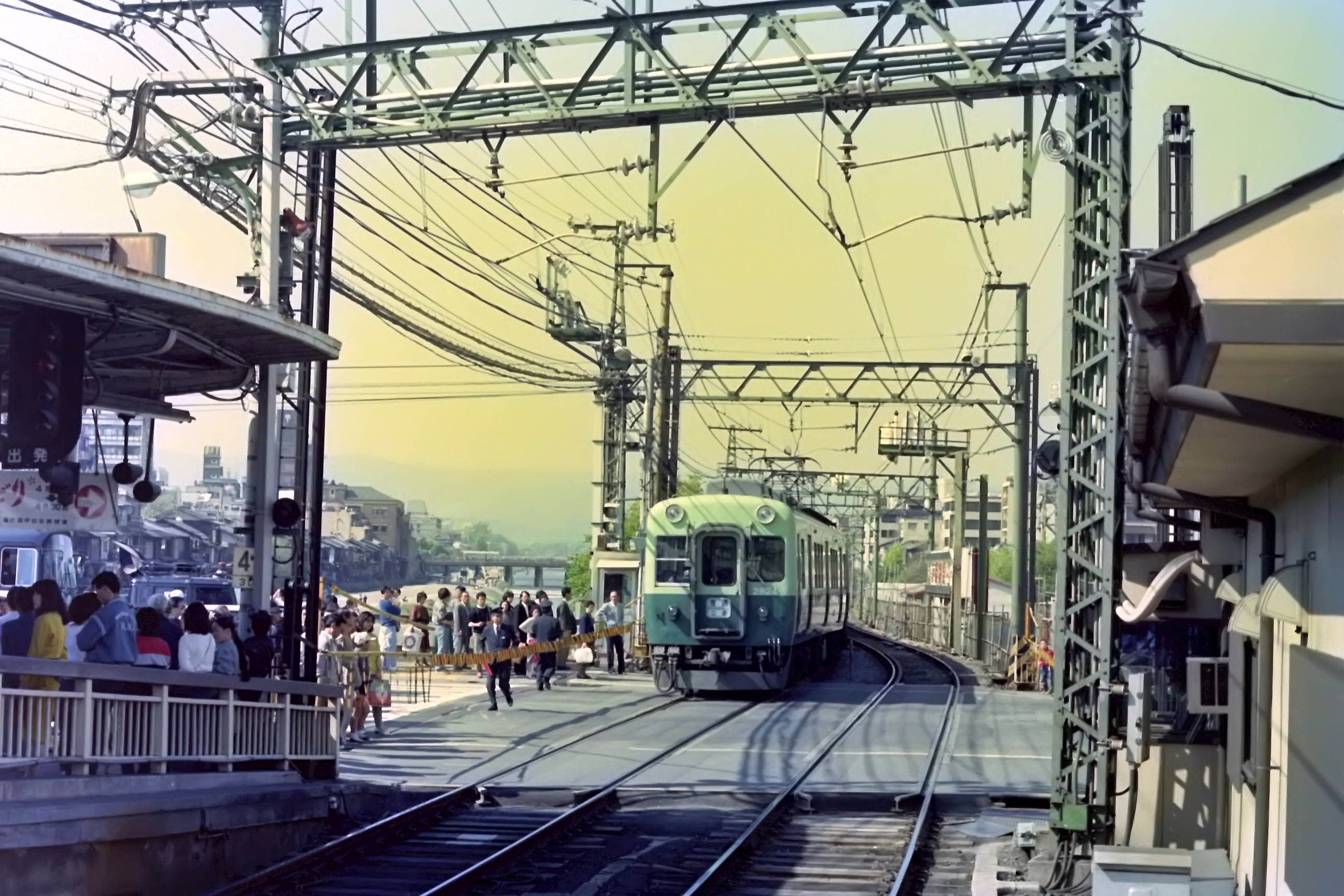
地上時代の四条駅付近

  - 5月：木津川橋梁の補強工事竣工。
- 1987年（昭和62年）地上時代の四条駅付近
  - 5月24日：七条駅[注釈 33] - 三条駅間が地下化[52]。
  - 6月1日：ダイヤ改正により、急行から8両編成での運転区間が全線に拡大。16年ぶりに京阪線・大津線同時改正。
  - 7月15日：未明に発生した集中豪雨により京都地下線で浸水事故発生、流れ込んだ水が最深部の五条駅のホームの高さまで浸水。七条駅 - 三条駅間終日運休、翌日始発より運転再開。
  - 12月10日：自律分散式列車運行管理システム (ADEC) 全面使用開始。
- 1988年（昭和63年）9月1日：地下駅の三条駅・四条駅・五条駅・七条駅・天満橋駅・北浜駅・淀屋橋駅が終日禁煙になる[90]。

#### 平成
- 1989年（平成元年）
  - 4月1日：花と緑の博覧会への広報協力として「花号」「緑号」「水号」を運行（翌年9月まで）。
  - 9月27日：ダイヤ改正。約45年ぶりに五条駅に急行が終日停車。宇治線直通急行が三条駅（鴨東線開業後は出町柳駅） - 淀駅・樟葉駅間の準急に置き換えられる。
    - 鴨東線開業（10月5日正午）までは、三条駅 - 出町柳駅間が試運転扱いだった。同時にすべての特急が7両編成となる。

  - 10月1日：プリペイドカード「Kカード」を導入、各駅で利用可能になる。
  - 10月5日：鴨東線が開業し同線と直通運転開始。特急に8000系1編成投入。
- 1990年（平成2年）3月24日：枚方市駅付近高架化[91]（交野線含めた全面完成は1993年3月25日）。京阪線ダイヤ改正。準急の守口市駅停車時間帯が大幅に拡大（昼間以降の全列車）。
- 1991年（平成3年）6月1日：ダイヤ改正[92]。
- 1993年（平成5年）
  - 1月27日：野江駅 - 土居駅間6駅のホームを8両編成対応に延長する工事が完成。
  - 1月30日：京阪線ダイヤ改正[93]。平日朝ラッシュ時の淀屋橋行き特急6本が中書島駅に停車[93]。
- 1994年（平成6年）5月1日：全駅で終日禁煙を実施。
- 1995年（平成7年）
  - 1月17日：阪神・淡路大震災が発生。全線で一時運転見合わせ。午前8時ごろから運転を再開[94]。特急は終日運休。
  - 6月19日：ダイヤ改正。
  - 10月21日：京阪線全駅（鴨東線・宇治線・交野線も含む）の自動改札化が完了。
- 1996年（平成8年）
  - 2月1日：京阪線全駅（鴨東線・宇治線・交野線も含む）で定期券入出場確認システム導入。同時に入場券に入場時間制限が設けられた。
  - 9月：京橋第1第2高架橋（天満橋駅3番線から中之島線を跨ぐ高架橋）の橋脚16本の耐震補強工事が竣工。
  - 11月16日：八幡市駅 - 淀駅間の淀車庫付近が高架化（車庫は地上のまま）。
- 1997年（平成9年）
  - 3月22日：ダイヤ改正。平日朝ラッシュ時の淀屋橋行き特急6本が中書島駅に加えて枚方市駅に停車。
  - 3月31日：JR東西線との交差部にある京橋第8高架橋（42本）・守口市駅の京都方の守口第3、第5高架橋（17本）・天野川との交差部にある枚方上手高架橋（38本）の耐震補強工事竣工[95]。
  - 4月25日：京都市内の地下線が、京都府「福祉のまちづくり百選」に選ばれる。
  - 11月28日：淀車庫第3期工事（京阪本線の南側への拡張工事）が竣工。
  - 12月19日：京阪線全駅に「車いす用渡し板」を配備[96]。
- 1998年（平成10年）
  - 9月30日：プリペイドカード「Kカード」の発売を、同日をもって終了。翌日以降も利用は可能。
- 1999年（平成11年）
  - 4月1日：京阪線で「スルッとKANSAI」対応カードが利用可能になる。
  - 11月20日：寝屋川市駅付近の高架化により、淀屋橋駅 - 寝屋川市の田井踏切までの15.3kmが完全立体交差化[注釈 2]。
- 2000年（平成12年）7月1日：ダイヤ改正[20]。宇治線宇治駅 - 京阪本線三条駅間直通列車を平日朝の三条行き2本を残して廃止[26]。丹波橋駅・中書島駅に終日特急が停車[20]。
- 2002年（平成14年）
  - 3月31日：寝屋川信号所 - 寝屋川市駅京都側までの高架工事が竣工。
  - 6月22日：長居陸上競技場で開催された2002 FIFAワールドカップの試合にあわせて、23日にかけての深夜に臨時列車を運行[97]。
  - 12月2日：朝ラッシュ時の淀屋橋行き特急8本に女性専用車を導入（同年10月1日から試行・京都方先頭車の出町柳駅 - 天満橋駅間）。
- 2003年（平成15年）9月6日：白紙ダイヤ改正を以下の内容で実施。改正を前に駅案内サインや放送（車内含む）の更新、時刻表レイアウトの変更など、大がかりなものとなった。
  - 平日の通勤時間帯にK特急が設定される（停車駅はダイヤ改正以前の特急を踏襲）[98]。
  - 枚方市駅・樟葉駅が特急停車駅となる。
  - 日中10分間隔運転に変更。大阪方では昼間に特急6本・準急12本・普通6本の運転体系とする。
  - 宇治線宇治駅 - 京阪本線三条駅間直通列車を全廃。
  - 平日に交野線直通のK特急「おりひめ」（朝に下り2本）、準急「ひこぼし」（夕方に上り7本）が運転開始。
  - 女性専用車の設定を朝のK特急全列車に拡大（淀屋橋駅 - 出町柳駅間、ただし「おりひめ」を除く）。
  - 日中の急行・京阪間直通普通の運転を取りやめ。
  - 京都側の準急を廃止。
- 2004年（平成16年）8月1日：PiTaPa導入。
- 2006年（平成18年）4月16日：ダイヤ改定。中之島線建設工事に伴い天満橋駅の線路を切り替え。淀駅下りホームを仮設ホームに移転。日中は急行（淀屋橋 - 枚方市）・区間急行（天満橋 - 萱島）を運転、準急を休止し、普通を京阪間直通に統一。女性専用車の設定時間帯を拡大（平日朝のK特急に加え一部の特急にも設定）。交野線直通の準急「ひこぼし」を5本に減便。
- 2007年（平成19年）
  - 1月27日：ダイヤ改定。
  - 6月16日：京阪線・大津線・鋼索線に早期地震警報システムを導入。
  - 6月17日：京阪線の列車運行管理システムを更新。駅の案内放送内容の更新・充実、向谷実作曲の発車メロディ導入など。
- 2008年（平成20年）10月19日：五条駅を清水五条駅に、四条駅を祇園四条駅に改称[99]。高架工事中の淀駅を除き、京阪線・交野線・宇治線の発車標（駅列車案内表示器）をLED化。以下の内容で中之島線開業に伴うダイヤ改定[24]。同線と直通運転開始。
  - 快速急行など新種別を設定。種別数を増やし、時間帯により異なる停車駅を明確化。K特急を快速特急に改称し、運転時間帯を縮小。
  - 平日も特急を終日運転（枚方市・樟葉駅に特急が終日停車）。
  - 昼間時の特急は毎時6本中4本（京阪間直通）を特急車使用、2本を淀屋橋駅 - 枚方市駅間の運転とし、枚方市駅で中之島駅発着の快速急行と連絡する体系とした。
  - 日中に京阪間直通準急を毎時4本設定。これに伴い京阪間直通普通を毎時6本から2本に削減、4本は淀屋橋駅 - 萱島駅間の運転に変更。
  - 平日の交野線直通列車が通勤快急「おりひめ」（朝の下り2本）、快速急行「ひこぼし」（深夜の上り3本）となる。
  - 急行は早朝と深夜のみの運転となる。
- 2009年（平成21年）9月12日：淀駅下りホーム高架化などにより、京阪線ダイヤを一部変更。1987年6月以来22年3か月ぶりに大津線と同時変更。これにより京阪線の発車標のLED化を完了。
- 2010年（平成22年）10月1日：列車防護無線装置の使用開始[注釈 34][100]。
- 2011年（平成23年）5月28日：淀駅上りホーム高架化。これに伴い一部区間で営業キロ程を見直し、御殿山駅を0.1km出町柳方に、淀駅を0.3km出町柳方に改キロ[101]。以下の内容でダイヤ変更を実施[102]。
  - 日中の特急をすべて京阪間直通に統一。日中の快速急行廃止の代替として、特急と中之島線直通列車を京橋駅で接続することにより、中之島線 - 京都方面への所要時間を快速急行利用時と比較して3分短縮。快速特急の特急への変更とあわせて、特急10分間隔運転の時間帯を大幅に拡大。
  - 淀屋橋駅 - 樟葉駅間を中心に、日中にも毎時4本急行が復活。
  - 日中の準急は淀屋橋駅発着から中之島駅発着へ変更すると同時に、毎時4本から毎時2本に減便。
  - 日中の中之島駅発着の区間急行の運転を取りやめ、中之島駅 - 萱島駅間・出町柳駅間運転の普通に鞍替え（両者とも毎時2本ずつ）。従来からの淀屋橋駅 - 出町柳駅間運転の普通（毎時2本）も引き続き運転。
  - 通勤快急「おりひめ」を1本、快速急行「ひこぼし」を2本減便し両列車とも1本の運転に。
- 2012年（平成24年）8月14日：集中豪雨で規定以上の降雨量・全線で始発より運休。橋本駅 - 八幡市駅間の大谷山曲線で土砂崩れ。寝屋川車庫構内が一時冠水。644本が運休した[103]。
- 2013年（平成25年）
  - 3月16日：淀駅1番線使用開始・淀車庫入出庫線整備。これに伴いダイヤ変更を実施。内容は以下のとおり[23]。
    - 日中の運転パターン（急行・準急・普通）を以下のとおりに変更。
      - 急行を毎時4本→3本に削減（運転区間は従来どおり）。
      - 準急を中之島発着から淀屋橋発着に変更のうえ、本数を毎時2本→3本に増発。
      - 普通をすべて中之島発着に変更のうえ萱島行きと出町柳行きをそれぞれ毎時3本ずつ運転。一部の駅で日中の停車本数が変更（萱島駅毎時8本→9本、寝屋川市駅、香里園駅、枚方公園駅毎時10本→9本、枚方市駅、樟葉駅毎時16本→15本）。

    - 平日夕ラッシュ時の樟葉行き急行と深夜の樟葉行き準急を淀行きに延長（一部は急行に変更）。
    - 土曜・休日ダイヤの淀屋橋発淀行き急行の一部を樟葉行きに短縮。
    - 通勤快急「おりひめ」、快速急行「ひこぼし」を廃止し交野線直通列車を全廃。
    - 平日8時台に運転されている通勤準急2本を守口市停車の準急に変更。

  - 9月16日：台風18号により京都府下全域に特別警報が発表され、始発より運休。特別警報解除後に運転再開するも、木津川の増水で樟葉駅 - 淀駅間で運転見合わせで運休117本、遅延385本が発生[103]。
  - 12月20日：東福寺駅 - 三条駅間を軌道法に基づく軌道から鉄道事業法に基づく鉄道に変更[1]。
- 2015年（平成27年）
  - 日時不明：京都地下線（七条以北）の地下線路内の照明をLED照明に更新[104]。
  - 2月9日：日本製の新型「軌道検測車」を導入、スイス製の軌道検測車から更新。
  - 12月5日：三条駅 - 深草駅間でK-ATSを使用開始[105]。
- 2016年（平成28年）
  - 3月15日：特急停車駅など17駅に「旅客案内ディスプレイ」を設置、2017年度まで京阪線全駅に設置予定[106]。
  - 3月19日：以下の内容でダイヤ変更を実施[7]。
    - 快速特急「洛楽」の定期運行を土曜・休日ダイヤで開始。
    - 昼間時間帯の急行を準急に置き換え。
    - 一部普通列車の運行区間短縮。
    - 一部特急列車の所要時間短縮。
    - 昼間時間帯の特急との連絡駅を変更（準急：樟葉駅・丹波橋駅・三条駅、普通：京橋駅・枚方市駅）。

  - 3月31日：深草駅の新橋上駅舎が使用開始。
- 2017年（平成29年）
  - 2月4日：深草駅 - 淀駅間でK-ATSを使用開始[107]。
  - 2月25日：以下の内容でダイヤ変更を実施[8]。
    - 快速特急「洛楽」の定期運行を平日ダイヤでも開始。
    - 土・休日朝の快速急行（淀屋橋発出町柳行き）を急行に変更の上で、平日朝にも運転開始。
    - 平日夕ラッシュ時の快速急行の始発駅を中之島駅から淀屋橋駅へ変更。
    - 萱島駅 - 枚方市駅間で普通を増発。

  - 3月30日：小金川踏切道（樟葉駅 - 橋本駅間）を廃止[108]。
  - 5月1日：京阪本線（鴨東線・中之島線・宇治線・交野線含む）で使用する、電気の購入先を関西電力から新電力のエネットに変更[109]。
  - 8月20日：ダイヤ変更[15]。8000系特急車に有料座席指定特別車両「プレミアムカー」を導入、平日朝に全車両座席指定「ライナー」を運行開始。
  - 10月：宇治川橋梁の補強工事を開始、2018年6月上旬完了予定[110]。
  - 11月30日：京阪線全駅に「旅客案内ディスプレイ」の設置を完了[111]。
- 2018年（平成30年）
  - 6月18日：大阪府北部地震が発生。京阪線で624本が運休[103]。
  - 7月30日：午前7時57分、萱島駅付近で走行中の電車のパンタグラフ破損事故発生。停電で電車内のエアコン停止により乗客21名が体調不良で救急搬送されたほか、運休116本遅延126本。原因は高温で架線が伸び垂れ下がった事とパンタグラフが通常より高く上がった複合要因[103]。
  - 8月25日：淀駅 - 枚方市駅間でK-ATSを使用開始[112]。
  - 9月4日：台風21号の接近に伴い「計画運休」を初めて実施[103]。
  - 9月15日：以下の内容でダイヤ変更を実施[16]。
    - 「ライナー」の停車駅を特急と統一のうえ増発、平日夜の上り列車にも設定。
    - 「プレミアムカー」の運転本数と運転時間帯を拡大。急行運用を廃止。
    - 平日朝に特急・快速急行を増発。土休日朝に特急を増発。

  - 9月30日：台風24号の接近に伴い2回目の計画運休を実施[103]。

#### 令和
- 2019年（令和元年）
  - 10月1日：深草駅を龍谷大前深草駅に[113]、八幡市駅を石清水八幡宮駅に改称[114]。
  - 10月26日：枚方市駅 - 守口市駅間でK-ATS使用開始[115]。
- 2020年（令和2年）3月：萱島駅 - 寝屋川市駅間の高架橋の耐震補強工事が完了。また京町踏切（伏見桃山駅 - 丹波橋駅間）で「2次元レーザーを用いた踏切障害物検知装置」が本格稼働[116]。
- 2021年（令和3年）
  - 1月9日：守口市駅 - 淀屋橋駅間でK-ATS使用開始、全営業線で導入が完了[117][118]。
  - 1月31日：ダイヤ変更[119]。3000系（2代）に「プレミアムカー」を新造のうえ導入し、有料座席指定サービスを拡大。
  - 4月30日 - 9月24日：緊急事態宣言発出および行政・自治体からの要請を受け、終電を繰り上げ。以降深夜急行を運休。
  - 5月1日 - 6月20日、8月28日 - 9月23日：緊急事態宣言発令期間中の土休日に、臨時減便ダイヤを実施。
  - 9月25日：白紙ダイヤ変更[17][18]。時差出勤やテレワークの普及などによる利用状況の変化に応じた運転本数の見直しを実施。深夜時間帯の大幅な利用減少を受けて、支線含む最終列車を最大20分程度繰り上げ。
    - 日中（土休日は夕方まで）は概ね15分間隔での運転（特急・準急を毎時4本ずつ、大阪方で普通毎時4本が加わる）とする。
    - 同時間帯に毎時2本（概ね30分間隔）運転の快速急行（淀屋橋発着）において、「プレミアムカー」サービスを実施。
    - 平日の15時以降から夜間にかけて、概ね12分間隔での運転に変更。
    - 全車両座席指定「ライナー」を朝下り1本、夜上り2本増発。
- 2023年（令和5年）
  - 8月26日：ダイヤ変更[14]。
    - 全車座席指定「ライナー」を朝に下り1本、夕方以降に上り2本を増発（21時台の淀屋橋駅発1本は廃止）。夕ラッシュ時に出町柳駅始発で下り1本新設。朝の樟葉駅発3本・枚方市駅発1本が香里園駅・寝屋川市駅にも停車。
    - 平日13 - 14時台の中之島駅 - 枚方市駅間の普通を出町柳駅まで延長し、出町柳駅発着の準急は1時間あたり4本から2本に減便。
- 2025年（令和7年）
  - 3月1日：ホームの接近放送が2007年の更新以来、全面更新される。英語放送を追加したほか、声優の変更、案内文面の変更、接近時入線メロディの追加など[要出典]。
  - 3月22日：ダイヤ変更[21]。
    - 平日および土休日の10時台から14時台は概ね12分間隔での運転となり、同時間帯の普通は中之島駅 - 萱島駅間の運転に統一。
    - 区間急行および普通が、朝夕の一部を除き4両編成に変更。

## 運転保安設備
自動列車停止装置 (ATS)

京阪電鉄のATSは1966年の蒲生信号所での列車衝突事故を教訓に導入された。国鉄のATS-Sをベースに車両側の車上子が2か所の地上子の通過時のタイムラグから速度超過を検知して停止させる「点制御方式」だが、この方式では出発信号機の誤認による誤出発に対応できないのでループコイルを設置して対応させている。しかし設置から40年以上たち、2014年度より（鴨東線・宇治線・交野線・中之島線を含めて）3年計画で多情報連続制御式ATSシステム「K-ATS」に更新されている。この「K-ATS」は地上子から情報を車上子のデータベース（勾配・曲線・信号・ポイント・駅の位置情報）とをリアルタイムに照合して速度超過を検知して停止させる、また踏切や駅のホームでの異常時にも対応している。「K-ATS」は2015年12月5日より鴨東線出町柳駅 - 深草駅（現在の龍谷大前深草駅）間に導入され、2017年2月4日には深草駅 - 淀駅間と宇治線全線、2018年8月には淀駅 - 枚方市駅間と交野線全線に導入され、2019年10月26日に枚方市駅 - 守口市駅間、2021年1月9日に守口市駅 - 淀屋橋駅間と中之島線で使用を開始し、京阪線の全営業線で導入が完了した。
踏切集中監視制御システム
京阪線（宇治線・交野線を含む）の踏切はすべて第1種甲で無人化され、踏切支障報知装置（非常ボタン）が設置されている。自動車が通行可能な踏切には踏切障害物検知装置が設置され、2020年3月からはそれまでの発光器受光器の赤外線方式から、より死角を少なくして障害物を検知できる「2次元レーザー式踏切障害物検知装置」への更新が開始され、交差点横の踏切は360度閃光灯の光を確認できる「全方向型踏切閃光灯」に更新されている。それらの監視・故障検知や、夜間作業や計画停電時に踏切遮断機が下がったままになるのを制御するシステムで、枚方市と中書島に中央装置があり3系統の伝送ケーブルで114か所の現場踏切の装置と繋がっている。踏切異常時の早期復旧、踏切事故でのデータ提出が可能となっている。
自律分散型式列車運行管理システム (ADEC)
1987年より導入された京阪列車運行管理システムで、最大の特徴は運転指令の中央処理装置と19か所に設置された駅制御装置を2重の光ファイバーケーブルでループ上にネットワークして、列車追跡・進路制御・運転整理・ダイヤ管理から機器故障管理、防災表示までおこなっている。2004年から3年かけて更新され、中央指令所の表示板が70インチ液晶プロジェクター7面表示となり、システム全体の応答性が改善され、駅案内放送・行き先表示機の表示情報が充実された。また司令員訓練装置・情報配信システムが新設された。
自動車転落検知装置・土砂崩れ検知装置
樟葉駅 - 橋本駅間の府道13号線（旧京阪国道）との並走区間に1970年代初頭に設置されたのが始まり。線路と道路の間に4本の微弱電流の流された電線が張られ、1本でも切断されると周辺信号機が赤になり、枚方電気部事務所にも伝わる。現在は京都地下線への入り口、中書島駅 - 淀駅間の宇治川堤防と並走区間などにも設置されている。これと同じ方式で落石や土砂崩れを検知する土砂崩れ検知装置が枚方市駅 - 枚方公園駅間の急曲線内側と石清水八幡宮駅 - 橋本駅間の山側に設置されていて、八幡市の区間では2012年の豪雨での防災揚壁の設置工事に併せて設置区間が延長された。現在は、これらの事故情報はADECを通じて運転指令と近隣の信号扱い所に警報を発する。
橋梁衝撃検知装置
架道橋の防護桁に衝撃センサーが設置され、自動車が衝突時に運転指令と近隣の信号扱い所に警報を発する。高さ制限のある2か所の架道橋に設置されている。
列車防護無線装置
事故発生時、運転士がスイッチを押すと近隣を運行中の列車を停止させ二次事故を防止させる。
地震計
早期地震警報システムを導入すると共に直下型地震対策のために中之島変電所（中之島線）・蒲生変電所・枚方変電所・淀変電所・旧東福寺変電所・三条受電変電所に地震計を設置している。

## 駅一覧
- 駅番号は2014年4月1日に導入[126]。
- 接続路線の ( ) 内の英数字は駅番号を表す。
- 普通列車は各駅に停車（表中省略）、中之島線直通あり。
- 通勤快急・通勤準急・枚方市駅 - 樟葉駅間の区間急行は下り淀屋橋・中之島方面のみ運転。

凡例
●：停車、▲：一部列車が停車（備考参照）、｜↑：通過、↑：矢印の方向に運転
| 正式路線名   | 駅番号       | 駅名                | 駅間 キロ    | 営業 キロ    | 区間急行                                                                                    | 準急                                                                                        | 通勤準急                                                                                    | 急行                                                                                        | 快速急行                                                                                    | 通勤快急                                                                                    | 特急                                                                                        | ライナー                                                                                    | 快速特急 洛楽                                                                               | 接続路線・備考 | 地上／地下                                                                                  | 所在地                                                                                      | 所在地                                                                                      | 所在地                                                                                      |
| ------------ | ------------ | ------------------- | ------------ | ------------ | ------------------------------------------------------------------------------------------- | ------------------------------------------------------------------------------------------- | ------------------------------------------------------------------------------------------- | ------------------------------------------------------------------------------------------- | ------------------------------------------------------------------------------------------- | ------------------------------------------------------------------------------------------- | ------------------------------------------------------------------------------------------- | ------------------------------------------------------------------------------------------- | ------------------------------------------------------------------------------------------- | --- | ------------------------------------------------------------------------------------------- | ------------------------------------------------------------------------------------------- | ------------------------------------------------------------------------------------------- | ------------------------------------------------------------------------------------------- |
| 直通運転区間 | 直通運転区間 | 直通運転区間        | 直通運転区間 | 直通運転区間 | 天満橋駅から ○普通・区間急行・準急・通勤準急・快速急行・通勤快急の一部…中之島線中之島駅まで | 天満橋駅から ○普通・区間急行・準急・通勤準急・快速急行・通勤快急の一部…中之島線中之島駅まで | 天満橋駅から ○普通・区間急行・準急・通勤準急・快速急行・通勤快急の一部…中之島線中之島駅まで | 天満橋駅から ○普通・区間急行・準急・通勤準急・快速急行・通勤快急の一部…中之島線中之島駅まで | 天満橋駅から ○普通・区間急行・準急・通勤準急・快速急行・通勤快急の一部…中之島線中之島駅まで | 天満橋駅から ○普通・区間急行・準急・通勤準急・快速急行・通勤快急の一部…中之島線中之島駅まで | 天満橋駅から ○普通・区間急行・準急・通勤準急・快速急行・通勤快急の一部…中之島線中之島駅まで | 天満橋駅から ○普通・区間急行・準急・通勤準急・快速急行・通勤快急の一部…中之島線中之島駅まで | 天満橋駅から ○普通・区間急行・準急・通勤準急・快速急行・通勤快急の一部…中之島線中之島駅まで | 天満橋駅から ○普通・区間急行・準急・通勤準急・快速急行・通勤快急の一部…中之島線中之島駅まで                               | 天満橋駅から ○普通・区間急行・準急・通勤準急・快速急行・通勤快急の一部…中之島線中之島駅まで | 天満橋駅から ○普通・区間急行・準急・通勤準急・快速急行・通勤快急の一部…中之島線中之島駅まで | 天満橋駅から ○普通・区間急行・準急・通勤準急・快速急行・通勤快急の一部…中之島線中之島駅まで | 天満橋駅から ○普通・区間急行・準急・通勤準急・快速急行・通勤快急の一部…中之島線中之島駅まで |
| 京阪本線     | KH01         | 淀屋橋駅            | -            | 0.0          | ●                                                                                           | ●                                                                                           | ●                                                                                           | ●                                                                                           | ●                                                                                           | ●                                                                                           | ●                                                                                           | ●                                                                                           | ●                                                                                           | 大阪市高速電気軌道： 御堂筋線 (M17)                                                                                       | 地下区間                                                                                    | 大阪府                                                                                      | 大阪市                                                                                      | 中央区                                                                                      |
| 京阪本線     | KH02         | 北浜駅              | 0.5          | 0.5          | ●                                                                                           | ●                                                                                           | ●                                                                                           | ●                                                                                           | ●                                                                                           | ●                                                                                           | ●                                                                                           | ●                                                                                           | ●                                                                                           | 大阪市高速電気軌道： 堺筋線 (K14)                                                                                         | 地下区間                                                                                    | 大阪府                                                                                      | 大阪市                                                                                      | 中央区                                                                                      |
| 京阪本線     | KH03         | 天満橋駅            | 0.8          | 1.3          | ●                                                                                           | ●                                                                                           | ●                                                                                           | ●                                                                                           | ●                                                                                           | ●                                                                                           | ●                                                                                           | ●                                                                                           | ●                                                                                           | 京阪電気鉄道： 中之島線（一部直通運転：上記参照） 大阪市高速電気軌道： 谷町線 (T22)                                       | 地下区間                                                                                    | 大阪府                                                                                      | 大阪市                                                                                      | 中央区                                                                                      |
| 京阪本線     | KH04         | 京橋駅              | 1.7          | 3.0          | ●                                                                                           | ●                                                                                           | ●                                                                                           | ●                                                                                           | ●                                                                                           | ●                                                                                           | ●                                                                                           | ●                                                                                           | ●                                                                                           | 西日本旅客鉄道： 大阪環状線 (JR-O08)・ 片町線（学研都市線）・ JR東西線 (JR-H41) 大阪市高速電気軌道： 長堀鶴見緑地線 (N22) | 地上区間                                                                                    | 大阪府                                                                                      | 大阪市                                                                                      | 都島区                                                                                      |
| 京阪本線     | KH05         | 野江駅              | 1.6          | 4.6          | ｜                                                                                          | ｜                                                                                          | ↑                                                                                           | ｜                                                                                          | ｜                                                                                          | ↑                                                                                           | ｜                                                                                          | ｜                                                                                          | ｜                                                                                          | 西日本旅客鉄道： おおさか東線（JR野江駅:JR-F06）                                                                          | 地上区間                                                                                    | 大阪府                                                                                      | 大阪市                                                                                      | 城東区                                                                                      |
| 京阪本線     | KH06         | 関目駅              | 0.7          | 5.3          | ｜                                                                                          | ｜                                                                                          | ↑                                                                                           | ｜                                                                                          | ｜                                                                                          | ↑                                                                                           | ｜                                                                                          | ｜                                                                                          | ｜                                                                                          | 大阪市高速電気軌道： 今里筋線（関目成育駅:I17）                                                                           | 地上区間                                                                                    | 大阪府                                                                                      | 大阪市                                                                                      | 城東区                                                                                      |
| 京阪本線     | KH07         | 森小路駅            | 0.9          | 6.2          | ｜                                                                                          | ｜                                                                                          | ↑                                                                                           | ｜                                                                                          | ｜                                                                                          | ↑                                                                                           | ｜                                                                                          | ｜                                                                                          | ｜                                                                                          | | 地上区間                                                                                    | 大阪府                                                                                      | 大阪市                                                                                      | 旭区                                                                                        |
| 京阪本線     | KH08         | 千林駅              | 0.6          | 6.8          | ｜                                                                                          | ｜                                                                                          | ↑                                                                                           | ｜                                                                                          | ｜                                                                                          | ↑                                                                                           | ｜                                                                                          | ｜                                                                                          | ｜                                                                                          | | 地上区間                                                                                    | 大阪府                                                                                      | 大阪市                                                                                      | 旭区                                                                                        |
| 京阪本線     | KH09         | 滝井駅              | 0.4          | 7.2          | ｜                                                                                          | ｜                                                                                          | ↑                                                                                           | ｜                                                                                          | ｜                                                                                          | ↑                                                                                           | ｜                                                                                          | ｜                                                                                          | ｜                                                                                          | | 地上区間                                                                                    | 大阪府                                                                                      | 守口市                                                                                      | 守口市                                                                                      |
| 京阪本線     | KH10         | 土居駅              | 0.4          | 7.6          | ｜                                                                                          | ｜                                                                                          | ↑                                                                                           | ｜                                                                                          | ｜                                                                                          | ↑                                                                                           | ｜                                                                                          | ｜                                                                                          | ｜                                                                                          | | 地上区間                                                                                    | 大阪府                                                                                      | 守口市                                                                                      | 守口市                                                                                      |
| 京阪本線     | KH11         | 守口市駅            | 0.7          | 8.3          | ●                                                                                           | ●                                                                                           | ↑                                                                                           | ●                                                                                           | ●                                                                                           | ↑                                                                                           | ｜                                                                                          | ｜                                                                                          | ｜                                                                                          | | 地上区間                                                                                    | 大阪府                                                                                      | 守口市                                                                                      | 守口市                                                                                      |
| 京阪本線     | KH12         | 西三荘駅            | 1.1          | 9.4          | ●                                                                                           | ｜                                                                                          | ↑                                                                                           | ｜                                                                                          | ｜                                                                                          | ↑                                                                                           | ｜                                                                                          | ｜                                                                                          | ｜                                                                                          | | 地上区間                                                                                    | 大阪府                                                                                      | 門真市                                                                                      | 門真市                                                                                      |
| 京阪本線     | KH13         | 門真市駅            | 0.7          | 10.1         | ●                                                                                           | ｜                                                                                          | ↑                                                                                           | ｜                                                                                          | ｜                                                                                          | ↑                                                                                           | ｜                                                                                          | ｜                                                                                          | ｜                                                                                          | 大阪モノレール：大阪モノレール線（本線） (24)                                                                             | 地上区間                                                                                    | 大阪府                                                                                      | 門真市                                                                                      | 門真市                                                                                      |
| 京阪本線     | KH14         | 古川橋駅            | 0.7          | 10.8         | ●                                                                                           | ｜                                                                                          | ↑                                                                                           | ｜                                                                                          | ｜                                                                                          | ↑                                                                                           | ｜                                                                                          | ｜                                                                                          | ｜                                                                                          | | 地上区間                                                                                    | 大阪府                                                                                      | 門真市                                                                                      | 門真市                                                                                      |
| 京阪本線     | KH15         | 大和田駅            | 1.2          | 12.0         | ●                                                                                           | ｜                                                                                          | ↑                                                                                           | ｜                                                                                          | ｜                                                                                          | ↑                                                                                           | ｜                                                                                          | ｜                                                                                          | ｜                                                                                          | | 地上区間                                                                                    | 大阪府                                                                                      | 門真市                                                                                      | 門真市                                                                                      |
| 京阪本線     | KH16         | 萱島駅              | 0.8          | 12.8         | ●                                                                                           | ●                                                                                           | ●                                                                                           | ｜                                                                                          | ｜                                                                                          | ↑                                                                                           | ｜                                                                                          | ｜                                                                                          | ｜                                                                                          | | 地上区間                                                                                    | 大阪府                                                                                      | 寝屋川市                                                                                    | 寝屋川市                                                                                    |
| 京阪本線     | -            | （寝屋川信号所）    | 1.1          | 13.9         | ｜                                                                                          | ｜                                                                                          | ↑                                                                                           | ｜                                                                                          | ｜                                                                                          | ↑                                                                                           | ｜                                                                                          | ｜                                                                                          | ｜                                                                                          | | 地上区間                                                                                    | 大阪府                                                                                      | 寝屋川市                                                                                    | 寝屋川市                                                                                    |
| 京阪本線     | KH17         | 寝屋川市駅          | 1.1          | 15.0         | ●                                                                                           | ●                                                                                           | ●                                                                                           | ●                                                                                           | ●                                                                                           | ●                                                                                           | ｜                                                                                          | ▲                                                                                           | ｜                                                                                          | ライナーは樟葉・枚方市始発淀屋橋行き下り列車のみ停車                                                                      | 地上区間                                                                                    | 大阪府                                                                                      | 寝屋川市                                                                                    | 寝屋川市                                                                                    |
| 京阪本線     | KH18         | 香里園駅            | 2.6          | 17.6         | ●                                                                                           | ●                                                                                           | ●                                                                                           | ●                                                                                           | ●                                                                                           | ●                                                                                           | ｜                                                                                          | ▲                                                                                           | ｜                                                                                          | ライナーは樟葉・枚方市始発淀屋橋行き下り列車のみ停車                                                                      | 地上区間                                                                                    | 大阪府                                                                                      | 寝屋川市                                                                                    | 寝屋川市                                                                                    |
| 京阪本線     | KH19         | 光善寺駅            | 1.5          | 19.1         | ●                                                                                           | ●                                                                                           | ●                                                                                           | ｜                                                                                          | ｜                                                                                          | ↑                                                                                           | ｜                                                                                          | ｜                                                                                          | ｜                                                                                          | | 地上区間                                                                                    | 大阪府                                                                                      | 枚方市                                                                                      | 枚方市                                                                                      |
| 京阪本線     | KH20         | 枚方公園駅          | 1.7          | 20.8         | ●                                                                                           | ●                                                                                           | ●                                                                                           | ●                                                                                           | ｜                                                                                          | ↑                                                                                           | ｜                                                                                          | ｜                                                                                          | ｜                                                                                          | | 地上区間                                                                                    | 大阪府                                                                                      | 枚方市                                                                                      | 枚方市                                                                                      |
| 京阪本線     | KH21         | 枚方市駅            | 1.0          | 21.8         | ●                                                                                           | ●                                                                                           | ●                                                                                           | ●                                                                                           | ●                                                                                           | ●                                                                                           | ●                                                                                           | ●                                                                                           | ｜                                                                                          | 京阪電気鉄道： 交野線 | 地上区間                                                                                    | 大阪府                                                                                      | 枚方市                                                                                      | 枚方市                                                                                      |
| 京阪本線     | KH22         | 御殿山駅            | 1.7          | 23.5         | ●                                                                                           | ●                                                                                           | ●                                                                                           | ｜                                                                                          | ｜                                                                                          | ↑                                                                                           | ｜                                                                                          | ｜                                                                                          | ｜                                                                                          | | 地上区間                                                                                    | 大阪府                                                                                      | 枚方市                                                                                      | 枚方市                                                                                      |
| 京阪本線     | KH23         | 牧野駅              | 2.0          | 25.5         | ●                                                                                           | ●                                                                                           | ●                                                                                           | ｜                                                                                          | ｜                                                                                          | ↑                                                                                           | ｜                                                                                          | ｜                                                                                          | ｜                                                                                          | | 地上区間                                                                                    | 大阪府                                                                                      | 枚方市                                                                                      | 枚方市                                                                                      |
| 京阪本線     | KH24         | 樟葉駅              | 2.2          | 27.7         | ●                                                                                           | ●                                                                                           | ●                                                                                           | ●                                                                                           | ●                                                                                           | ●                                                                                           | ●                                                                                           | ●                                                                                           | ｜                                                                                          | | 地上区間                                                                                    | 大阪府                                                                                      | 枚方市                                                                                      | 枚方市                                                                                      |
| 京阪本線     | KH25         | 橋本駅              | 2.4          | 30.1         |                                                                                             | ●                                                                                           | ●                                                                                           | ｜                                                                                          | ｜                                                                                          | ↑                                                                                           | ｜                                                                                          | ｜                                                                                          | ｜                                                                                          | | 地上区間                                                                                    | 京都府                                                                                      | 八幡市                                                                                      | 八幡市                                                                                      |
| 京阪本線     | KH26         | 石清水八幡宮駅      | 1.7          | 31.8         |                                                                                             | ●                                                                                           | ●                                                                                           | ●                                                                                           | ｜                                                                                          | ↑                                                                                           | ｜                                                                                          | ｜                                                                                          | ｜                                                                                          | 京阪電気鉄道： 鋼索線（石清水八幡宮参道ケーブル）（ケーブル八幡宮口駅:KH80）                                              | 地上区間                                                                                    | 京都府                                                                                      | 八幡市                                                                                      | 八幡市                                                                                      |
| 京阪本線     | KH27         | 淀駅 （京都競馬場） | 3.5          | 35.3         |                                                                                             | ●                                                                                           | ●                                                                                           | ▲                                                                                           | ｜                                                                                          | ↑                                                                                           | ｜                                                                                          | ｜                                                                                          | ｜                                                                                          | 急行は淀駅始発・終着列車のみ停車                                                                                          | 地上区間                                                                                    | 京都府                                                                                      | 京都市                                                                                      | 伏見区                                                                                      |
| 京阪本線     | KH28         | 中書島駅            | 4.4          | 39.7         |                                                                                             | ●                                                                                           | ●                                                                                           | ●                                                                                           | ●                                                                                           | ●                                                                                           | ●                                                                                           | ●                                                                                           | ｜                                                                                          | 京阪電気鉄道： 宇治線 | 地上区間                                                                                    | 京都府                                                                                      | 京都市                                                                                      | 伏見区                                                                                      |
| 京阪本線     | KH29         | 伏見桃山駅          | 0.9          | 40.6         |                                                                                             | ●                                                                                           | ●                                                                                           | ｜                                                                                          | ｜                                                                                          | ↑                                                                                           | ｜                                                                                          | ｜                                                                                          | ｜                                                                                          | | 地上区間                                                                                    | 京都府                                                                                      | 京都市                                                                                      | 伏見区                                                                                      |
| 京阪本線     | KH30         | 丹波橋駅            | 0.7          | 41.3         |                                                                                             | ●                                                                                           | ●                                                                                           | ●                                                                                           | ●                                                                                           | ●                                                                                           | ●                                                                                           | ●                                                                                           | ｜                                                                                          | 近畿日本鉄道：B 京都線（近鉄丹波橋駅:B07）                                                                                | 地上区間                                                                                    | 京都府                                                                                      | 京都市                                                                                      | 伏見区                                                                                      |
| 京阪本線     | KH31         | 墨染駅              | 1.0          | 42.3         |                                                                                             | ●                                                                                           | ●                                                                                           | ｜                                                                                          | ｜                                                                                          | ↑                                                                                           | ｜                                                                                          | ｜                                                                                          | ｜                                                                                          | | 地上区間                                                                                    | 京都府                                                                                      | 京都市                                                                                      | 伏見区                                                                                      |
| 京阪本線     | KH32         | 藤森駅              | 1.0          | 43.3         |                                                                                             | ●                                                                                           | ●                                                                                           | ｜                                                                                          | ｜                                                                                          | ↑                                                                                           | ｜                                                                                          | ｜                                                                                          | ｜                                                                                          | | 地上区間                                                                                    | 京都府                                                                                      | 京都市                                                                                      | 伏見区                                                                                      |
| 京阪本線     | KH33         | 龍谷大前深草駅      | 0.8          | 44.1         |                                                                                             | ●                                                                                           | ●                                                                                           | ｜                                                                                          | ｜                                                                                          | ↑                                                                                           | ｜                                                                                          | ｜                                                                                          | ｜                                                                                          | | 地上区間                                                                                    | 京都府                                                                                      | 京都市                                                                                      | 伏見区                                                                                      |
| 京阪本線     | KH34         | 伏見稲荷駅          | 0.5          | 44.6         |                                                                                             | ●                                                                                           | ●                                                                                           | ●                                                                                           | ｜                                                                                          | ↑                                                                                           | ｜                                                                                          | ｜                                                                                          | ｜                                                                                          | | 地上区間                                                                                    | 京都府                                                                                      | 京都市                                                                                      | 伏見区                                                                                      |
| 京阪本線     | KH35         | 鳥羽街道駅          | 0.6          | 45.2         |                                                                                             | ●                                                                                           | ●                                                                                           | ｜                                                                                          | ｜                                                                                          | ↑                                                                                           | ｜                                                                                          | ｜                                                                                          | ｜                                                                                          | | 地上区間                                                                                    | 京都府                                                                                      | 京都市                                                                                      | 東山区                                                                                      |
| 京阪本線     | KH36         | 東福寺駅            | 0.9          | 46.1         |                                                                                             | ●                                                                                           | ●                                                                                           | ｜                                                                                          | ｜                                                                                          | ↑                                                                                           | ｜                                                                                          | ｜                                                                                          | ｜                                                                                          | 西日本旅客鉄道： 奈良線 (JR-D02)                                                                                          | 地上区間                                                                                    | 京都府                                                                                      | 京都市                                                                                      | 東山区                                                                                      |
| 京阪本線     | KH37         | 七条駅              | 0.9          | 47.0         |                                                                                             | ●                                                                                           | ●                                                                                           | ●                                                                                           | ●                                                                                           | ●                                                                                           | ●                                                                                           | ●                                                                                           | ●                                                                                           | | 地下区間                                                                                    | 京都府                                                                                      | 京都市                                                                                      | 東山区                                                                                      |
| 京阪本線     | KH38         | 清水五条駅          | 0.7          | 47.7         |                                                                                             | ●                                                                                           | ●                                                                                           | ●                                                                                           | ｜                                                                                          | ↑                                                                                           | ｜                                                                                          | ｜                                                                                          | ｜                                                                                          | | 地下区間                                                                                    | 京都府                                                                                      | 京都市                                                                                      | 東山区                                                                                      |
| 京阪本線     | KH39         | 祇園四条駅          | 0.9          | 48.6         |                                                                                             | ●                                                                                           | ●                                                                                           | ●                                                                                           | ●                                                                                           | ●                                                                                           | ●                                                                                           | ●                                                                                           | ●                                                                                           | 阪急電鉄： 京都本線（京都河原町駅:HK-86）                                                                                 | 地下区間                                                                                    | 京都府                                                                                      | 京都市                                                                                      | 東山区                                                                                      |
| 京阪本線     | KH40         | 三条駅              | 0.7          | 49.3         |                                                                                             | ●                                                                                           | ●                                                                                           | ●                                                                                           | ●                                                                                           | ●                                                                                           | ●                                                                                           | ●                                                                                           | ●                                                                                           | 京都市営地下鉄： 東西線（三条京阪駅:T11）                                                                                 | 地下区間                                                                                    | 京都府                                                                                      | 京都市                                                                                      | 東山区                                                                                      |
| 鴨東線       | KH40         | 三条駅              | 0.7          | 49.3         |                                                                                             | ●                                                                                           | ●                                                                                           | ●                                                                                           | ●                                                                                           | ●                                                                                           | ●                                                                                           | ●                                                                                           | ●                                                                                           | 京都市営地下鉄： 東西線（三条京阪駅:T11）                                                                                 | 地下区間                                                                                    | 京都府                                                                                      | 京都市                                                                                      | 東山区                                                                                      |
| KH41         | 神宮丸太町駅 | 1.0                 | 50.3         |              | ●                                                                                           | ●                                                                                           | ●                                                                                           | ｜                                                                                          | ↑                                                                                           | ｜                                                                                          | ｜                                                                                          | ｜                                                                                          |                                                                                             | 左京区 | 地下区間                                                                                    | 京都府                                                                                      | 京都市                                                                                      |                                                                                             |
| KH42         | 出町柳駅     | 1.3                 | 51.6         |              | ●                                                                                           | ●                                                                                           | ●                                                                                           | ●                                                                                           | ●                                                                                           | ●                                                                                           | ●                                                                                           | ●                                                                                           | 叡山電鉄： E 叡山本線 (E01)                                                                 | 左京区 | 地下区間                                                                                    | 京都府                                                                                      | 京都市                                                                                      |                                                                                             |

- 駅はないが、石清水八幡宮駅 - 淀駅間で久世郡久御山町を数十メートル通過する。

### 廃駅・廃止信号所
- 京橋駅（初代）（天満橋駅 - 片町駅間） - 1910年12月15日廃止。
- 片町駅（天満橋駅 - 京橋駅間） - 1969年12月1日廃止。
- 蒲生信号所（京橋駅 - 野江駅間） - 1970年10月1日廃止。
- 門真駅（西三荘駅 - 門真市駅間） - 1975年3月23日廃止。
- 豊野駅（寝屋川市駅 - 香里園駅間） - 1963年5月15日廃止。
- 塩小路駅（東福寺駅 - 七条駅間） - 1918年12月1日旅客営業廃止、1955年6月25日廃止。
- 大仏前駅（塩小路駅 - 五条駅間） - 1913年4月26日廃止。翌日に七条駅開業。

### キロポストについて
前述のような歴史的経緯から、京阪本線では距離を示すキロポストが2つに分かれている。（矢印の方向にキロ数が増える）
1. 淀屋橋駅→天満橋駅
淀屋橋から天満橋へ向けて、淀屋橋地下延長線としてのキロポストを打っているため。
2. 天満橋駅→三条駅
京阪本線として開通した区間を天満橋起点でキロポストを打っているため。

### 駅設備
京阪線のすべての駅（中之島線・交野線・宇治線・鴨東線も含む）にはPiTaPaやICOCAなどの交通系ICカードに対応した自動券売機・自動改札機が、拠点駅には自動定期券発行機が設置されている。
駅改札内の売店「セカンドポシェ（Second Poche）」のほとんどは閉店し、自動販売機のみとなっている。京橋駅・枚方市駅・丹波橋駅・三条駅などには、改札内に書店・ドラッグストア・駅中商店街、喫茶店などの専門店舗やコンビニ「アンスリー」や「ジュ―サーバー」を設けるなど集約と整理が行われている。
京阪線の駅では省力化が進み、2015年3月には駅員が遠隔操作で対応できる「他駅サポートシステム」を導入、併せて列車の遅延や運休などの情報を視覚的かつ速やかに提供可能な「旅客案内ディスプレイ」の設置を2016年3月から開始して2017年11月に完了し、2019年12月からは「NHK非常災害時緊急放送」の配信機能が追加された。
また乗降客の多い駅には金融機関と提携して駅構内にATMを設置、インバウンド観光客の利用の多い京都市内の三条駅・祇園四条駅・清水五条駅・伏見稲荷駅や、鴨東線出町柳駅・宇治線宇治駅には12か国の通貨に対応した外貨自動両替機を設置、伏見稲荷駅と東福寺以北の駅（鴨東線を含む）には観光総合案内板を設置した。また、祇園四条駅・北浜駅への観光案内所の設置や、駅構内の案内放送を一部4か国語（日英中韓）対応とするなど、利用客の国際化に対応している。
その他、2016年度より駅トイレのリニューアルを開始、清潔感の向上を基本に、高齢者子育て世代にも安心して利用できる機能を備えたトイレ空間づくりを目指し、併せてトイレ個室の洋式化については京阪線60駅（中之島線・交野線・宇治線・鴨東線も含む）のうち、2020年3月31日時点で43駅が完了している。

### 駅のバリアフリー対策
京阪本線の駅のバリアフリー対策は、1976年11月、香里園駅のホームへの視覚障害者用点字ブロックの整備から始まり、1981年2月8日までに京阪線全駅に整備されたほか、1979年1月、主要12駅に点字運賃表が整備され、現在では全駅に整備されている。
車いす対応エレベーターの設置は、京阪線鴨川沿いの地下化に伴い1987年5月に三条駅と四条駅（現・祇園四条駅）の地上からホーム階までと、五条駅（現・清水五条駅）のホーム階とコンコース階に設置されたのを皮切りに、2018年12月1日現在では鳥羽街道駅を除きエレベーターもしくはスロープの設置された車いす対応の駅となっている。なお、車いす利用者のホームと電車の段差を橋渡しする「折りたたみ式の渡し板」は1998年12月19日までに京阪線のすべての駅に配置された。
さらに『高齢者、障害者等の移動等の円滑化の促進に関する法律（通称バリアフリー新法）』の基本方針に沿って、スロープの改良やエレベーターの設置が進められたほか、2010年3月24日までに全駅・全ホーム縁端の点字ブロックに内方線の設置が行われた。また、地下駅出入り口の誘導鈴は2013年12月26日までに音声案内に更新された。京都地下線の駅では2014年秋から2015年春にかけてエレベーターの更新工事が行われた。
駅の改良工事に併せて、身障者対応に加えオムツ交換台などを備えた「多目的トイレ」も整備されており、古い規格で設置された多目的トイレでは一部にオストメイト対応設備の取り付け工事も行われている。

### 駅の省エネ対策
2010年12月八幡市駅（現・石清水八幡宮駅）の改修工事に伴い家電メーカーの協力で照明をすべてLED化するなど省エネ化を図っていたが、2011年の東日本大震災に伴う原子力発電の停止に伴い、一部の照明装置を消灯するなどの運用面やカーブになっているプラットホームの足下灯を更新時にLEDに変えることなどで節電を図っていた。
さらに一般社団法人「低炭素社会創出促進協会」から補助を受け2015年春までに三条駅・祇園四条駅・清水五条駅・七条駅の照明がすべてLED照明に取り換えられた。合わせて京都市内の地下線のトンネル内の照明もLED化したため年間100万kWhの電力量の削減が見込まれている。2015年度の深草駅（現在の龍谷大前深草駅）の建て替え時にはLED照明が全面的に採用された。

### 駅の安全設備
駅構内もカーブになっている箇所が多数あり、そのために1965年9月に七条駅京都行ホームに監視カメラと車掌用モニターの設置が始まり、現在多くの駅にホーム監視カメラとカラー液晶モニターが設置されている。2014年12月、ホーム上から線路への転落などを通報可能な異常通報装置の京阪線全駅への設置が完了した、また、プラットホームと電車の間が広く開く中書島駅・石清水八幡宮駅・光善寺駅には足下灯の設置・転落検知マットが設置されている。光善寺駅京都行ホームには「注意喚起シート（紅白縞模様）」が設置され、つづいて中書島駅・祇園四条駅・京橋駅などにも設置された。
また京都地下線の開通時に洪水時の浸水対策として地下駅構内への出入り口に可動式の止水板が設置された。その後、大阪側の地下線にも設置され、定期的に設置訓練が行われている。
駅のホームドアは、まず京橋駅への設置が決定し、対応困難な5扉車5000系の置き換えを前倒しすることとなった。5000系は2021年9月4日で営業運転を終了し、2022年2月までに京橋駅1・2番線でホームドアの供用を開始した。

### 駅の無人化の実施
2021年4月までに、鳥羽街道駅、藤森駅、墨染駅、橋本駅、土居駅、滝井駅、千林駅、森小路駅、関目駅、野江駅の10駅が終日無人駅となった。
正月など観光客の多い時期には多数の係員が配置される伏見稲荷駅についても基本的には終日無人駅となっている。
その他、一部時間帯において係員不在となる駅が多数ある。

## 利用状況
2022年（令和4年）度の最混雑区間（下り線、野江駅 → 京橋駅間）の混雑率は116%（7:40 - 8:40の間に通過する列車の平均）である。
当路線は1933年（昭和8年）に蒲生信号所 - 守口駅（現・守口市駅）間が複々線化された。この区間は全国の大手私鉄で初めての方向別複々線となったが、蒲生信号所は野江駅 - 京橋駅間の最混雑区間に設けられており、京橋駅の手前で複線となっていたために本数の増加に限度があった。戦後、大阪市近郊でドーナツ化現象が生じると輸送人員が急増し、朝ラッシュ時の混雑率は1965年（昭和40年）度に240%を記録した。
1970年（昭和45年）に複々線が天満橋駅まで延伸されると蒲生信号所のボトルネックは解消し、運転本数の増加が可能となった。混雑率は依然として200%を超えていたが、1977年（昭和42年）に大阪市営地下鉄谷町線が守口駅まで延伸開業して並行路線となったことにより、1978年（昭和53年）度に混雑率が190%を下回った。
それ以降も混雑緩和のために運転本数の増加がダイヤ改正の度に繰り返され、1996年（平成8年）度から朝ラッシュ時に毎時46本が運転されるようになった。しかし、1991年（平成3年）度をピークに輸送人員は減少し、2000年代に混雑率が120%程度まで減少した。そのため運転本数も減少が続き、2020年（令和2年）度に毎時32本まで減少した。
寝屋川信号所より上り方の複線区間にある寝屋川市駅、香里園駅、枚方市駅、樟葉駅の4駅は一日平均乗降人員が5万人を越えており、複々線区間は内側線を走行する優等列車の本数が多い。
平日ダイヤの朝ラッシュ下りピーク時間帯における通勤準急・通勤快急の運行は、守口市駅を通過し平行ダイヤとすることで急行線（A線）の運転間隔を詰めて運行本数を増やす目的がある。そのため同時間帯の区間急行には京橋駅まで緩行線（B線）を走行する列車がある。
近年の輸送実績を下表に記す。表中、最高値を赤色で、最高値を記録した年度以降の最低値を青色で、最高値を記録した年度以前の最低値を緑色で表記している。
| 年度               | 最混雑区間（野江 → 京橋間）輸送実績 | 最混雑区間（野江 → 京橋間）輸送実績 | 最混雑区間（野江 → 京橋間）輸送実績 | 最混雑区間（野江 → 京橋間）輸送実績 | 特記事項                                                      |
| 年度               | 運転本数：本                        | 輸送力：人                          | 輸送量：人                          | 混雑率：%                           | 特記事項                                                      |
| ------------------ | ----------------------------------- | ----------------------------------- | ----------------------------------- | ----------------------------------- | ------------------------------------------------------------- |
| 1955年（昭和30年） | 29                                  | 10,560                              | 21,010                              | 199                                 |                                                               |
| 1959年（昭和34年） | 34                                  | 17,280                              | 25,240                              | 146                                 |                                                               |
| 1960年（昭和35年） | 34                                  | 17,260                              | 28,295                              | 164                                 |                                                               |
| 1961年（昭和36年） | 36                                  | 20,500                              | 33,612                              | 164                                 |                                                               |
| 1962年（昭和37年） | 36                                  | 22,140                              | 38,136                              | 172                                 |                                                               |
| 1963年（昭和38年） | 33                                  | 19,544                              | 42,874                              | 219                                 | 1963年4月15日、淀屋橋駅 - 天満橋駅間開業                      |
| 1964年（昭和39年） | 33                                  | 20,320                              | 48,120                              | 237                                 |                                                               |
| 1965年（昭和40年） | 33                                  | 21,658                              | 52,051                              | 240                                 |                                                               |
| 1966年（昭和41年） | 33                                  | 21,723                              | 51,241                              | 236                                 |                                                               |
| 1967年（昭和42年） | 33                                  | 23,636                              | 56,147                              | 238                                 | 1967年12月11日、7両編成運転開始                               |
| 1968年（昭和43年） | 33                                  | 24,635                              | 58,654                              | 238                                 |                                                               |
| 1969年（昭和44年） | 33                                  | 25,913                              | 61,202                              | 236                                 |                                                               |
| 1970年（昭和45年） | 36                                  | 29,835                              | 66,960                              | 224                                 | 1970年11月1日、天満橋駅 - （旧）蒲生信号所間複々線化          |
| 1971年（昭和46年） | 37                                  | 30,217                              | 60,440                              | 200                                 |                                                               |
| 1972年（昭和47年） | 37                                  | 30,368                              | 60,083                              | 198                                 |                                                               |
| 1973年（昭和48年） | 37                                  | 30,548                              | 61,670                              | 202                                 |                                                               |
| 1974年（昭和49年） | 37                                  | 30,497                              | 64,231                              | 211                                 |                                                               |
| 1975年（昭和50年） | 38                                  | 31,319                              | 63,652                              | 203                                 |                                                               |
| 1976年（昭和51年） | 38                                  | 31,238                              | 68,322                              | 219                                 | 1976年9月12日、守口市駅 - 門真市駅間複々線化                  |
| 1977年（昭和52年） | 39                                  | 32,184                              | 61,879                              | 192                                 | 1977年4月6日、大阪市営地下鉄谷町線守口駅 - 都島駅間開業       |
| 1978年（昭和53年） | 39                                  | 32,184                              | 60,204                              | 187                                 |                                                               |
| 1979年（昭和54年） | 42                                  | 34,009                              | 63,161                              | 186                                 | 1980年3月16日、門真市駅 - 寝屋川信号所間複々線化              |
| 1980年（昭和55年） | 42                                  | 34,009                              | 63,358                              | 186                                 |                                                               |
| 1981年（昭和56年） | 44                                  | 36,033                              | 63,595                              | 176                                 |                                                               |
| 1982年（昭和57年） | 44                                  | 36,033                              | 63,374                              | 176                                 | 1983年2月8日、大阪市営地下鉄谷町線大日駅 - 守口駅間開業       |
| 1983年（昭和58年） | 44                                  | 36,374                              | 63,328                              | 174                                 |                                                               |
| 1984年（昭和59年） | 44                                  | 36,374                              | 63,434                              | 174                                 |                                                               |
| 1985年（昭和60年） | 44                                  | 36,999                              | 63,561                              | 172                                 | 1985年4月22日、8両編成運転開始                                |
| 1986年（昭和61年） | 44                                  | 36,999                              | 63,994                              | 173                                 |                                                               |
| 1987年（昭和62年） | 44                                  | 37,400                              | 64,308                              | 172                                 |                                                               |
| 1988年（昭和63年） | 44                                  | 37,400                              | 64,377                              | 172                                 |                                                               |
| 1989年（平成元年） | 44                                  | 37,784                              | 64,698                              | 171                                 | 1989年10月5日、鴨東線開業                                     |
| 1990年（平成02年） | 44                                  | 37,784                              | 65,516                              | 173                                 |                                                               |
| 1991年（平成03年） | 45                                  | 38,560                              | 65,582                              | 170                                 |                                                               |
| 1992年（平成04年） | 45                                  | 39,080                              | 64,952                              | 166                                 |                                                               |
| 1993年（平成05年） | 45                                  | 39,080                              | 64,638                              | 165                                 |                                                               |
| 1994年（平成06年） | 45                                  | 39,080                              | 64,247                              | 164                                 |                                                               |
| 1995年（平成07年） | 45                                  | 39,608                              | 64,181                              | 162                                 |                                                               |
| 1996年（平成08年） | 46                                  | 42,368                              | 63,769                              | 151                                 | 1997年3月8日、JR東西線京橋駅 - 尼崎駅間開業                   |
| 1997年（平成09年） | 46                                  | 42,368                              | 63,175                              | 149                                 |                                                               |
| 1998年（平成10年） | 46                                  | 42,368                              | 62,608                              | 148                                 |                                                               |
| 1999年（平成11年） | 46                                  | 42,368                              | 61,646                              | 146                                 |                                                               |
| 2000年（平成12年） | 46                                  | 42,124                              | 60,873                              | 145                                 | 2000年7月1日、中書島駅、丹波橋駅に特急を終日停車              |
| 2001年（平成13年） |                                     |                                     |                                     | 144                                 |                                                               |
| 2002年（平成14年） |                                     |                                     |                                     | 140                                 |                                                               |
| 2003年（平成15年） | 44                                  | 40,248                              | 55,380                              | 138                                 | 2003年9月6日、枚方市駅、樟葉駅に特急を終日停車                |
| 2004年（平成16年） |                                     |                                     |                                     | 130                                 |                                                               |
| 2005年（平成17年） |                                     |                                     |                                     | 125                                 |                                                               |
| 2006年（平成18年） |                                     |                                     |                                     | 132                                 | 2006年12月24日、大阪市営地下鉄今里筋線井高野駅 - 今里駅間開業 |
| 2007年（平成19年） | 40                                  | 35,696                              | 45,016                              | 126                                 |                                                               |
| 2008年（平成20年） | 40                                  | 35,696                              | 43,544                              | 122                                 | 2008年10月19日、中之島線開業                                  |
| 2009年（平成21年） | 40                                  | 36,080                              | 41,802                              | 116                                 |                                                               |
| 2010年（平成22年） | 40                                  | 36,080                              | 40,915                              | 113                                 |                                                               |
| 2011年（平成23年） | 39                                  | 34,816                              | 40,301                              | 116                                 |                                                               |
| 2012年（平成24年） | 39                                  | 34,816                              | 39,817                              | 114                                 |                                                               |
| 2013年（平成25年） | 36                                  | 32,676                              | 38,025                              | 116                                 |                                                               |
| 2014年（平成26年） | 36                                  | 32,676                              | 38,666                              | 118                                 |                                                               |
| 2015年（平成27年） | 36                                  | 32,676                              | 38,612                              | 118                                 |                                                               |
| 2016年（平成28年） | 34                                  | 30,818                              | 38,187                              | 124                                 |                                                               |
| 2017年（平成29年） | 35                                  | 31,463                              | 38,116                              | 121                                 | 2017年8月20日、ライナー運転開始                               |
| 2018年（平成30年） | 35                                  | 31,681                              | 38,341                              | 121                                 |                                                               |
| 2019年（令和元年） | 35                                  | 31,553                              | 38,641                              | 122                                 |                                                               |
| 2020年（令和02年） | 32                                  | 28,529                              | 27,600                              | 97                                  |                                                               |
| 2021年（令和03年） | 32                                  | 27,575                              | 29,919                              | 105                                 |                                                               |
| 2022年（令和04年） | 32                                  | 27,610                              | 32,007                              | 116                                 |                                                               |

### 主要駅の1日平均乗降人員
大阪府内の駅は大阪府統計年鑑、京都府内の駅は京都市統計書による（いずれも2022年のデータ）。
- 淀屋橋：88,203人
- 北浜：32,619人
- 天満橋：49,681人
- 京橋：144,394人
- 守口市：30,980人
- 寝屋川市：56,140人
- 香里園：51,400人
- 枚方市：82,784人
- 樟葉：52,842人
- 中書島：10,321人
- 丹波橋：35,978人
- 七条：11,910人
- 祇園四条：35,978人
- 三条：27,756人

## 京阪本線沿線が舞台の作品
- 映画『偽れる盛装』（吉村公三郎監督、1951年）：地上時代の四条駅（現・祇園四条駅）付近にあった団栗踏切で撮影された場面が存在する[149]。
- 角川映画『オカンの嫁入り』（2010年9月公開）：後半の電車や駅のシーンは牧野駅で撮影された[150][151]。
- 漫画・アニメ『いなり、こんこん、恋いろは。』：伏見稲荷大社（作中では伊奈里神社）および周辺地域が主な舞台で、登場人物の名前が京阪本線の駅名にちなむ。アニメ化に際してはタイアップ企画として丹波橋駅などに等身大パネルを置いたり、特製乗車券「『京阪電車×いなり、こんこん、恋いろは。』京阪線フリーチケット」が発売された[152]。
- 映画『HELLO WORLD』：登場人物の堅書直実が伏見稲荷駅から出町柳方面の列車に乗るシーンがある。これに関して、伏見稲荷駅、七条駅、出町柳駅ではデジタルスタンプラリーや登場人物のキャラスタンディの展示が行われている[153]。